# 2022年6—7月澳門2019冠狀病毒病聚集性疫情全民核酸檢測計劃
2022年澳門2019冠狀病毒病聚集性疫情全民核酸檢測計劃，介紹在2022年澳門2019冠狀病毒病聚集性疫情期間，在澳門對應疫情所作出的多輪的全民核酸檢測計劃措施。

## 2022年6月19日至21日全民核酸檢測計劃

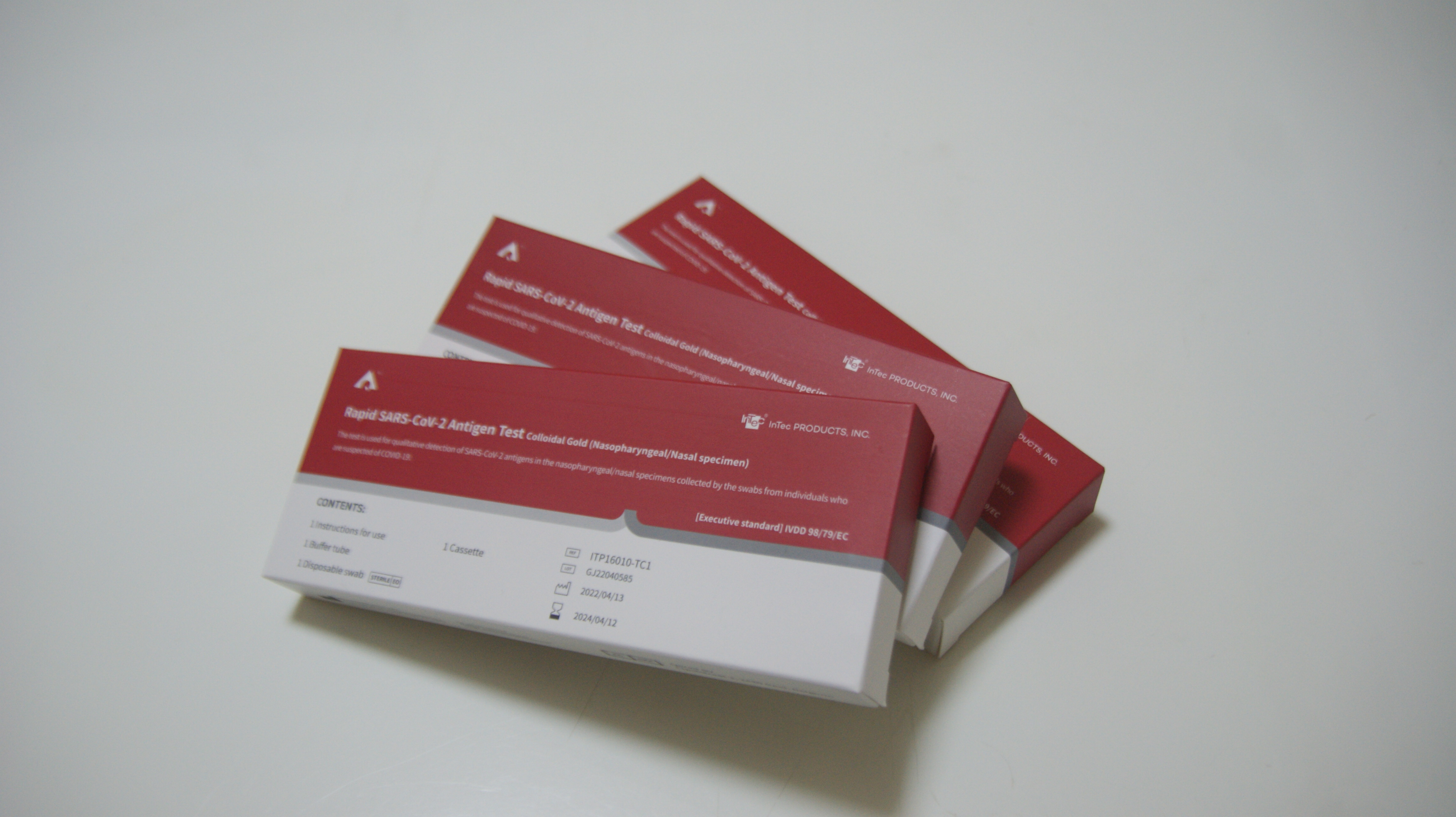
檢測完後派發3個快速抗原檢測套裝

2022年6月19日上午，因應澳門出現多宗未有源頭和流入社區的確診感染個案，新型冠狀病毒感染應變協調中心宣佈於6月19日中午12時至6月21日中午12時展開全民核酸檢測計劃，所有站點為24小時開放，檢測站共53個，其中一般檢測站共28個，關愛檢測站共7個，自費檢測站增至18個。
- - A類：關愛核酸檢測站

1. 街坊會聯合總會社區服務大樓 

2. 慈幼中學 

3. 望廈體育館三樓 

4. 塔石體育館B館 

5. 澳門坊眾學校 

6. 奧林匹克體育中心運動場乒乓球室 

7. 石排灣公立學校
- - B類：一般核酸檢測站

1. 聖若瑟教區中學第六校 

2. 青洲坊活動中心 

3. 鄭觀應公立學校 

4. 工人體育場 

5. 鏡平學校 (中學部) 

6. 中葡職業技術學校體育館 

7. 健康生活教育園地 

8. 鮑思高粵華小學 

9. 望廈體育中心一樓 

10. 廣大中學 

11. 勞校中學附屬幼稚園 

12. 婦聯綜合服務大樓 

13. 沙梨頭活動中心 

14. 澳門培正中學 

15. 塔石體育館A館 

16. 澳門理工大學懷遠樓展覽廳 

17. 澳門文化中心 

18. 利瑪竇中學 

19. 聖若瑟教區中學第二校 

20. 海星中學 

21. 奧林匹克體育中心 

22. 嘉模會堂 

23. 北安客運碼頭 

24. 教青局親職教育中心 (湖畔) 

25. 澳門保安部隊高等學校 

26. 街總石排灣家庭及社區綜合服務中心 

27. 澳門大學 

28. 威尼斯人展覽館A、B、C館
- - C類：自費核酸檢測站

1. 綜藝館

2. 國檢 (澳門) 醫務中心 

3. 南粵工聯（工人體育場地面層）

4. 鏡湖醫院禮堂 

5. 南粵橫琴口岸 

6. 科大體育館 

7. 青茂口岸 

8. 金沙娛樂場 

9. 新葡京酒店 

10. 澳門美高梅 

11. 永利澳門 

12. 星際酒店 

13. 澳門國際機場 

14. 威尼斯人 

15. 永利皇宮 

16. 美獅美高梅 

17. 新濠影匯 

18. 百老匯酒店

### 2022年6月19日至21日檢測成效
| 截至日期 | 時間     | 已採樣人數  | 陰性檢測結果人數 | 10混1樣本初步陽性累計數目 | 相關資料 |
| -------- | -------- | ----------- | ---------------- | ------------------------- | -------- |
| 6月19日  | 下午4時  | 97,641人次  | 5,406人次        | /                         | [ 2 ]    |
| 6月19日  | 晚上10時 | 211,779人次 | 66,797人次       | /                         | [ 3 ]    |
| 6月20日  | 上午9時  | 339,726人次 | 198,301人次      | 6個                       | [ 4 ]    |
| 6月20日  | 下午4時  | 459,687人次 | 269,628人次      | 9個                       | [ 5 ]    |
| 6月20日  | 晚上10時 | 585,666人次 | 360,211人次      | 11個                      | [ 6 ]    |
| 6月21日  | 上午9時  | 654,348人次 | 488,721人次      | 16個                      | [ 7 ]    |
| 6月21日  | 中午12時 | 677,586人次 | 564,597人次      | 21個                      | [ 8 ]    |
| 總結果   | 總結果   | 677,586人次 | 677,552人次      | 34個                      | [ 9 ]    |

6月21日中午12時後仍未进行核酸检测的市民须自费接受检测，21日下午3时前仍然未进行核酸检测的市民，其健康码将被转为黄码，必须接受核酸检测并有阴性结果后才转为绿码。若拒绝參與检测须接受14日指定地点医学观察。

### 2022年6月19日至21日全民檢測混管樣本陽性通報
截至6月20日上午11時，該輪全民檢測中共發現6個10混1樣本初檢及覆檢呈陽性，現正進一步作單樣檢測中。
6月20日上午11時至晚上10時，該輪全民核酸檢測新增5個10混1樣本初檢及覆檢呈陽性，現正進一步作單樣檢測中。
6月20日晚上10時至6月21日上午11時，該輪全民核酸檢測新增6個10混1樣本初檢及覆檢呈陽性，現正進一步作單樣檢測中。
至6月21日中午12時，累計共有21個10混1樣本初檢及覆檢呈陽性，現正進一步作單樣檢測中。
| 日期    | 檢測站名稱                      | 時間     | 相關資料                    |
| ------- | ------------------------------- | -------- | --------------------------- |
| 6月19日 | 威尼斯人展覽館 A、B、C 館檢測站 | 約 12:30 | [ 11 ] [ 12 ] [ 13 ] [ 14 ] |
| 6月19日 | 鏡平學校（中學部）              | 約16:25  | [ 11 ] [ 12 ] [ 13 ] [ 14 ] |
| 6月19日 | 望廈體育中心                    | 約16:40  | [ 11 ] [ 12 ] [ 13 ] [ 14 ] |
| 6月19日 | 鮑思高粵華小學                  | 約18:00  | [ 11 ] [ 12 ] [ 13 ] [ 14 ] |
| 6月19日 | 威尼斯人展覽館 A、B、C 館       | 約19:00  | [ 11 ] [ 12 ] [ 13 ] [ 14 ] |
| 6月19日 | 澳門保安部隊高等學校            | 約19:25  | [ 11 ] [ 12 ] [ 13 ] [ 14 ] |
| 6月19日 | 鏡湖醫院禮堂                    | 約20:57  | [ 11 ] [ 12 ] [ 13 ] [ 14 ] |
| 6月20日 | 廣大中學                        | 約00:00  | [ 11 ] [ 12 ] [ 13 ] [ 14 ] |
| 6月20日 | 勞校中學附屬幼稚園              | 約03:00  | [ 11 ] [ 12 ] [ 13 ] [ 14 ] |
| 6月20日 | 中葡職業技術學校體育館          | 約07:33  | [ 11 ] [ 12 ] [ 13 ] [ 14 ] |
| 6月20日 | 婦聯綜合服務大樓                | 約10:45  | [ 11 ] [ 12 ] [ 13 ] [ 14 ] |
| 6月20日 | 澳門理工大學懷遠樓展覽廳        | 約11:15  | [ 11 ] [ 12 ] [ 13 ] [ 14 ] |
| 6月20日 | 廣大中學                        | 約14:30  | [ 11 ] [ 12 ] [ 13 ] [ 14 ] |
| 6月20日 | 科大體育館                      | 約15:20  | [ 11 ] [ 12 ] [ 13 ] [ 14 ] |
| 6月20日 | 婦聯綜合服務大樓                | 約15:25  | [ 11 ] [ 12 ] [ 13 ] [ 14 ] |
| 6月20日 | 勞校中學附屬幼稚園              | 約19:30  | [ 11 ] [ 12 ] [ 13 ] [ 14 ] |
| 6月20日 | 塔石體育館A館                   | 約19:45  | [ 11 ] [ 12 ] [ 13 ] [ 14 ] |
| 6月20日 | 婦聯綜合服務大樓                | 約23:35  | [ 11 ] [ 12 ] [ 13 ] [ 14 ] |
| 6月21日 | 海星中學                        | 約02:05  | [ 11 ] [ 12 ] [ 13 ] [ 14 ] |
| 6月21日 | 勞校中學附屬幼稚園              | 約03:14  | [ 11 ] [ 12 ] [ 13 ] [ 14 ] |

## 2022年6月23日至24日全民核酸檢測計劃

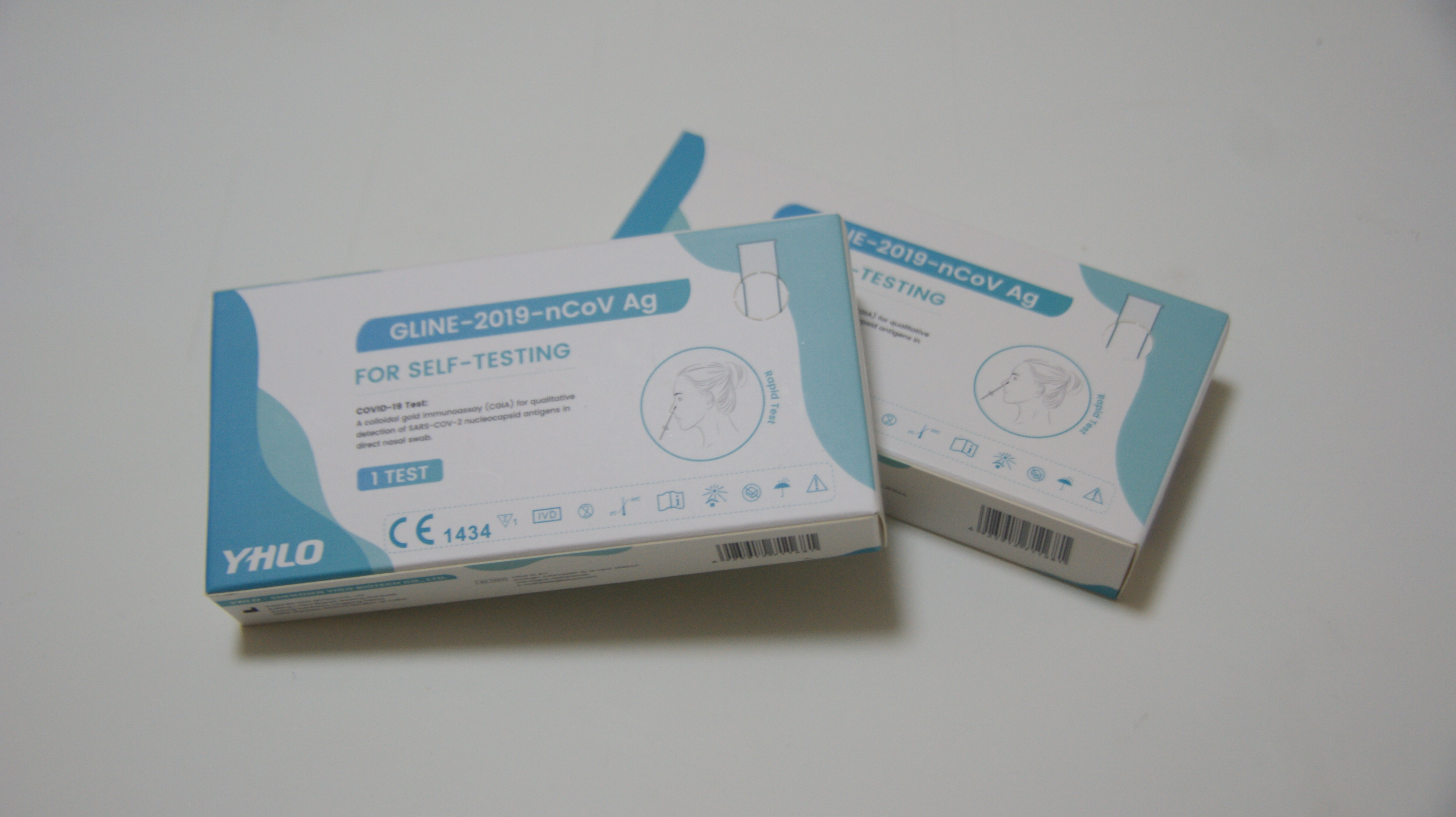
檢測完後派發2個快速抗原檢測套裝

6月22日防疫記者會上，衛生局局長羅奕龍宣佈，因應全民抗原檢測結果，自6月23日上午9時至24日午夜12時進行第二輪全民核檢，總共39小時，爭取6月25日上午得出全部核檢結果。
全民核檢全澳設有53個核檢站，包括：32個一般核檢站，必須預約，請準時到場輪候，不建議提前太多到達，逾時到達需重新預約。每個站內設有優先通道，對象為3歲或以下兒童、70歲或以上長者、持殘疾證或行動不便人士、孕婦使用，如有需要可由一名人員陪同。14個自費核檢站，可提供紙本檢測證明，核檢結果可上健康碼並用作通關，且可計算在全民核檢計劃中。7個關愛站，提供予不具條件預約的關愛對象使用，如有需要可由一名人員陪同，毋須預約入站。
為節省輪候時間，建議關愛對象盡量請家人或朋友協助預約一般核檢站，走優先通道。本輪檢測計劃設特別安排，關愛站會於深夜時段（凌晨1時至5時）特設一般通道供市民預約，即一般市民可預約該段時間的關愛站作核檢。
對於已完成重點人群檢測的人士，衛生局局長羅奕龍建議在6月22日當天已做核檢的重點區域或重點人群，建議預約在6月24日當天進行核酸檢測，原因是病毒帶有潛伏期。同時會為完成該輪核檢人士派發兩套抗原檢測包。
6月22日晚上9時45分，應變協調中心公布新一輪全民核酸檢測詳情，對象為澳門居民、所有在澳門逗留的人士，包括於6月23日上午9時前已進行核酸檢測採樣的人士。由於全民核酸檢測預約系統與重點區域核酸檢測計劃使用的系統相同，故需待6月22日凌晨重點區域檢測計劃完成後，再作系統技術調整才可開通。全民核酸檢測預約系統將於6月23日上午7時開通。中心呼籲所有在澳人士前往全民核酸檢測站前，先在家中進行一次抗原檢測，倘呈陽性，請於申報平台申報，等待進一步安排，不能前往核檢站；倘呈陰性，則可如期前往核檢站。此外，若於6月22日完成了重點區域和重點人群核酸檢測的人士，建議預約於24日進行今次全民核檢，原因是倘若處於潛伏期間，首次檢測未能發現，在相隔時間長一點會較容易發現病例。而居民到檢測站登記採樣時，每人即場會再獲發2個快速抗原檢測套裝。
- - A類：關愛核酸檢測站

1. 街坊會聯合總會社區服務大樓 

2. 慈幼中學 

3. 望廈體育館三樓 

4. 塔石體育館B館 

5. 澳門坊眾學校 

6. 奧林匹克體育中心運動場乒乓球室 

7. 石排灣公立學校
- - B類：一般核酸檢測站

1. 聖若瑟教區中學第六校 

2. 青洲坊活動中心 

3. 鄭觀應公立學校 

4. 工人體育場一樓 

5. 鏡平學校（中學部）

6. 中葡職業技術學校體育館 

7. 健康生活教育園地 

8. 鮑思高粵華小學 

9. 望廈體育中心一樓 

10. 廣大中學 

11. 勞校中學附屬幼稚園 

12. 婦女聯合總會綜合服務大樓 

13. 沙梨頭活動中心 

14. 澳門培正中學 

15. 塔石體育館A館 

16. 澳門理工大學懷遠樓展覽廳 

17. 澳門文化中心 

18. 利瑪竇中學 

19. 聖若瑟教區中學第二校 

20. 海星中學 

21. 奧林匹克體育中心室內體育館 
 
22. 嘉模會堂 

23. 北安客運碼頭 

24. 教青局親職教育中心 (湖畔) 

25. 澳門保安部隊高等學校 

26. 街總石排灣家庭及社區綜合服務中心 

27. 澳門大學 

28. 威尼斯人展覽館A、B、C館 

29. 鏡湖醫院禮堂 

30. 南粵青茂口岸 

31. 科大體育館 

32. 綜藝館
- - C類：自費核酸檢測站

1. 國檢 (澳門) 醫務中心 

2. 南粵工聯（工人體育場地面層）

3. 南粵橫琴口岸 

4. 金沙娛樂場 

5. 新葡京酒店 

6. 澳門美高梅 

7. 永利澳門 

8. 星際酒店 

9. 澳門國際機場 

10. 威尼斯人 

11. 永利皇宮 

12. 美獅美高梅 

13. 新濠影匯 

14. 百老匯酒店

### 2022年6月23日至24日檢測成效
| 截至日期 | 時間     | 已採樣人數  | 陰性檢測結果人數 | 10混1樣本初步陽性累計數目 | 相關資料 |
| -------- | -------- | ----------- | ---------------- | ------------------------- | -------- |
| 6月23日  | 下午3時  | 155,579人次 | 15,882人次       | 0                         | [ 19 ]   |
| 6月23日  | 晚上9時  | 308,273人次 | 93,369人次       | 5                         | [ 20 ]   |
| 6月24日  | 上午8時  | 468,267人次 | 251,650人次      | 20                        | [ 21 ]   |
| 6月24日  | 下午3時  | 567,642人次 | 353,945人次      | 29                        | [ 22 ]   |
| 6月24日  | 午夜12時 | 667,144人次 | 530,867人次      | 46                        | [ 23 ]   |
| 總結果   | 總結果   | 667,144人次 | 667,072人次      | 72                        | [ 24 ]   |

### 2022年6月23日至24日全民檢測混管樣本陽性通報
| 日期    | 檢測站名稱                             | 時間                              | 相關資料      |
| ------- | -------------------------------------- | --------------------------------- | ------------- |
| 6月23日 | 中葡職業技術學校體育館                 | 09:23、09:25、09:43、10:37        | [ 25 ] [ 26 ] |
| 6月23日 | 利瑪竇中學                             | 09:30                             | [ 25 ] [ 26 ] |
| 6月23日 | 工人體育場 A 館一樓                    | 10:21、12:23、16:27、23:03        | [ 25 ] [ 26 ] |
| 6月23日 | 廣大中學                               | 10:43                             | [ 25 ] [ 26 ] |
| 6月23日 | 綜藝館                                 | 11:31、12:44                      | [ 25 ] [ 26 ] |
| 6月23日 | 街總石排灣家庭及社區綜合服務中心       | 12:40、15:20、21:32               | [ 25 ] [ 26 ] |
| 6月23日 | 威尼斯人展覽館A、B、C館                | 13:22                             | [ 25 ] [ 26 ] |
| 6月23日 | 街坊會聯合總會社區服務大樓（關愛專站） | 13:26、13:30                      | [ 25 ] [ 26 ] |
| 6月23日 | 鏡湖醫院（關愛通道）                   | 14:36                             | [ 25 ] [ 26 ] |
| 6月23日 | 鏡湖醫院禮堂                           | 15:38                             | [ 25 ] [ 26 ] |
| 6月23日 | 鏡平學校（中學部）                     | 16:15、17:05                      | [ 25 ] [ 26 ] |
| 6月23日 | 聖若瑟教區中學第二校                   | 12:35、19:25、23:14               | [ 25 ] [ 26 ] |
| 6月23日 | 澳門保安部隊高等學校                   | 16:21                             | [ 25 ] [ 26 ] |
| 6月23日 | 南粵工聯（工人體育場地面層）           | 17:40                             | [ 25 ] [ 26 ] |
| 6月23日 | 北安客運碼頭                           | 18:02、18:41、20:23               | [ 25 ] [ 26 ] |
| 6月23日 | 望廈體育館三樓（關愛專站）             | 19:16                             | [ 25 ] [ 26 ] |
| 6月23日 | 塔石體育館A館                          | 21:13、21:26                      | [ 25 ] [ 26 ] |
| 6月23日 | 澳門培正中學                           | 22:35                             | [ 25 ] [ 26 ] |
| 6月23日 | 青洲坊活動中心                         | 23:36                             | [ 25 ] [ 26 ] |
| 6月24日 | 利瑪竇中學                             | 12:50、18:20                      | [ 27 ]        |
| 6月24日 | 工人體育場 A 館一樓                    | 00:30、00:47、12:50、12:56、17:52 | [ 27 ]        |
| 6月24日 | 廣大中學                               | 14:07                             | [ 27 ]        |
| 6月24日 | 綜藝館                                 | 16:07                             | [ 27 ]        |
| 6月24日 | 聖若瑟教區中學第二校                   | 22:59                             | [ 27 ]        |
| 6月24日 | 街總石排灣家庭及社區綜合服務中心       | 07:43                             | [ 27 ]        |
| 6月24日 | 鏡平學校（中學部）                     | 02:47、08:44                      | [ 27 ]        |
| 6月24日 | 北安客運碼頭                           | 10:48、16:03                      | [ 27 ]        |
| 6月24日 | 望廈體育館三樓                         | 15:05                             | [ 27 ]        |
| 6月24日 | 塔石體育館A館                          | 08:40、08:59                      | [ 27 ]        |
| 6月24日 | 澳門培正中學                           | 09:47、11:27                      | [ 27 ]        |
| 6月24日 | 南粵青茂口岸                           | 00:00、01:37、14:20               | [ 27 ]        |
| 6月24日 | 澳門坊眾學校（關愛專站）               | 01:18、12:44、12:50               | [ 27 ]        |
| 6月24日 | 沙梨頭活動中心                         | 03:01、12:38                      | [ 27 ]        |
| 6月24日 | 婦女聯合總會綜合服務大樓               | 05:46                             | [ 27 ]        |
| 6月24日 | 教青局親職教育中心(湖畔)               | 09:17、13:06                      | [ 27 ]        |
| 6月24日 | 海星中學                               | 17:30、20:43                      | [ 27 ]        |
| 6月24日 | 鮑思高粵華小學                         | 18:12                             | [ 27 ]        |
| 6月24日 | 鄭觀應公立學校                         | 21:11、21:29                      | [ 27 ]        |
| 6月24日 | 望廈體育中心一樓                       | 22:21                             | [ 27 ]        |

## 2022年6月27日至28日全民核酸檢測計劃

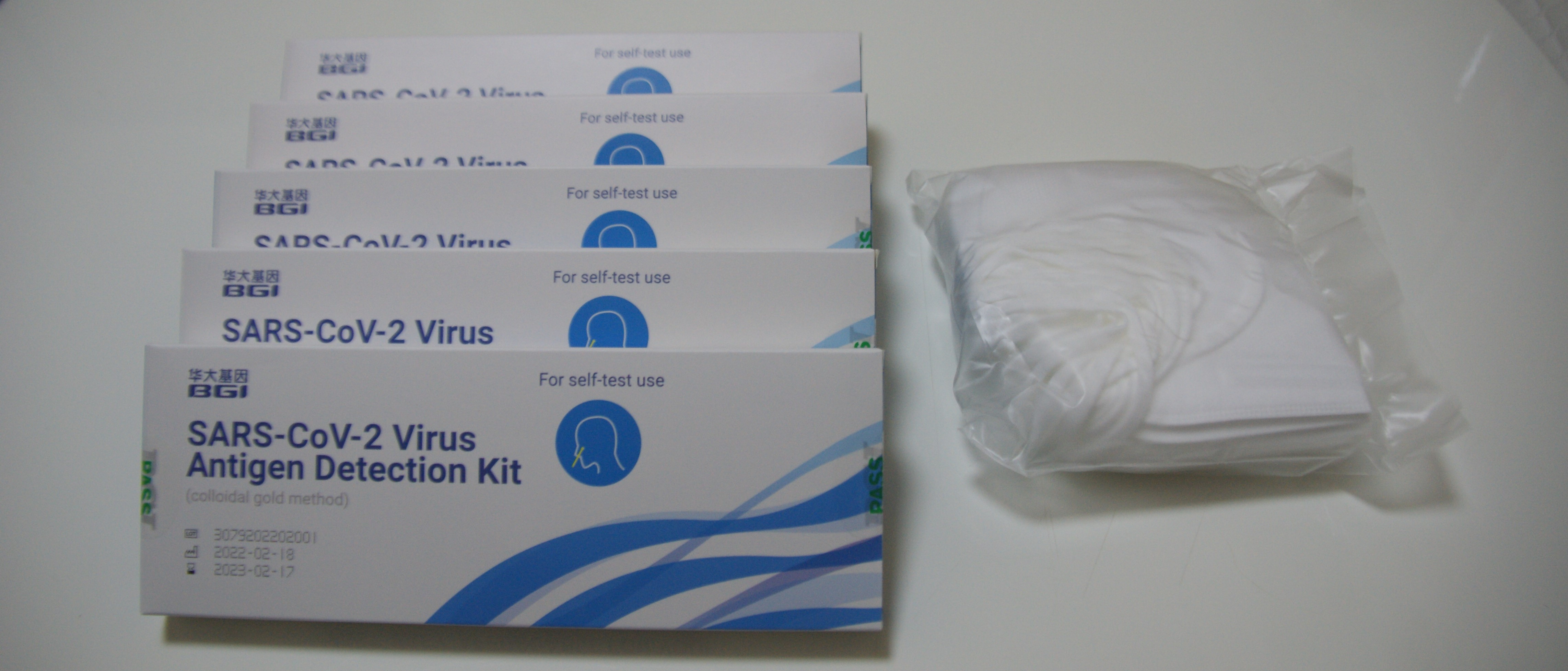
檢測完後派發5個快速抗原檢測套裝和一袋有10個KN95口罩

2022年6月26日，新型冠狀病毒感染應變協調中心宣佈於6月27日上午9時至6月28日下午6時時展開全民核酸檢測計劃，總共33小時。所有站點為24小時開放，檢測站共61個，其中一般檢測站共41個，關愛檢測站共7個，自費檢測站13個。另外，增設1個流動核酸採樣車，無需預約。進行全民檢測時，每名居民可獲發5個抗原測試包和10個KN95口罩。
自上一輪核酸檢測計劃起，7個關愛站於深夜時段（凌晨1至5時，即01:00至05:59）特設一般通道供一般市民預約。市民亦要自備環保袋，在全民核檢站內領取的快速抗原測試套裝和KN95口罩，沒有領取的話將不設補發。教青局強調，市民在出門前往核檢站前，須先進行一次自我快速抗原檢測並作出申報，檢測結果為陰性方可到核檢站進行核酸檢測，並於進入核檢站時出示載有快速抗原檢測結果為陰性的健康碼或檢測結果陰性的照片，否則不能入站。
在本輪全民核酸檢測中，增設1個流動核酸採樣車，無需預約，主要停靠路環一帶包括路環市區、黑沙和九澳。本次全民核酸檢測不設豁免檢測期 ，6月28日下午6時後仍未接受採樣的在澳人士，健康碼會被轉為黃碼。根據相關規定，黃碼的居民可能被拒絕進入公共場所、不能乘搭公共交通工具和不能離境，並由警察送至指定地點接受檢測，在原地等候直至核酸檢測結果陰性才能離開，拒絕檢測者須接受14日指定地點醫學觀察。
- - A類：關愛核酸檢測站

1. 街坊會聯合總會社區服務大樓 

2. 慈幼中學 

3. 望廈體育館三樓 

4. 塔石體育館B館 

5. 澳門坊眾學校 

6. 奧林匹克體育中心運動場乒乓球室 

7. 石排灣公立學校
- - B類：一般核酸檢測站

1. 聖若瑟教區中學第六校 

2. 青洲坊活動中心 

3. 鄭觀應公立學校 

4. 工人體育場一樓 

5. 鏡平學校（中學部）

6. 中葡職業技術學校體育館 

7. 聖公會（澳門）蔡高中學 

8. 鮑思高粵華小學 

9. 望廈體育中心一樓 

10. 廣大中學 

11. 勞校中學附屬幼稚園 

12. 婦女聯合總會綜合服務大樓 

13. 沙梨頭活動中心 

14. 澳門培正中學 

15. 塔石體育館A館 

16. 澳門理工大學懷遠樓展覽廳 

17. 澳門文化中心 

18. 利瑪竇中學 

19. 聖若瑟教區中學第二校 

20. 海星中學 

21. 奧林匹克體育中心室內體育館 
 
22. 嘉模會堂 

23. 北安客運碼頭 

24. 教青局親職教育中心 (湖畔) 

25. 澳門保安部隊高等學校 

26. 街總石排灣家庭及社區綜合服務中心 

27. 澳門大學 

28. 威尼斯人展覽館A、B、C館 

29. 鏡湖醫院禮堂 

30. 南粵青茂口岸 

31. 科大體育館 

32. 綜藝館

33. 澳門浸信中學 

34. 澳門江門同鄉會頤康活動中心 

35. 澳門街坊會聯合總會綠楊長者日間護理中心 

36. 信和醫療中心 
 
37. 嘉諾撒聖心英文中學 
 
38. 東南學校-中學部 

39. 澳門美高梅大宴會廳 

40. 海事工房1號及2號 

41. 聖公會氹仔青少年及家庭綜合服務中心
- - C類：自費核酸檢測站

1. 國檢 (澳門) 醫務中心 

2. 南粵工聯（工人體育場地面層）

3. 金沙娛樂場 

4. 新葡京酒店 

5. 澳門美高梅 

6. 永利澳門 

7. 星際酒店 

8. 澳門國際機場 

9. 威尼斯人 

10. 永利皇宮 

11. 美獅美高梅 

12. 新濠影匯 

13. 百老匯酒店

### 流動核酸採樣車 (6月27日至28日)

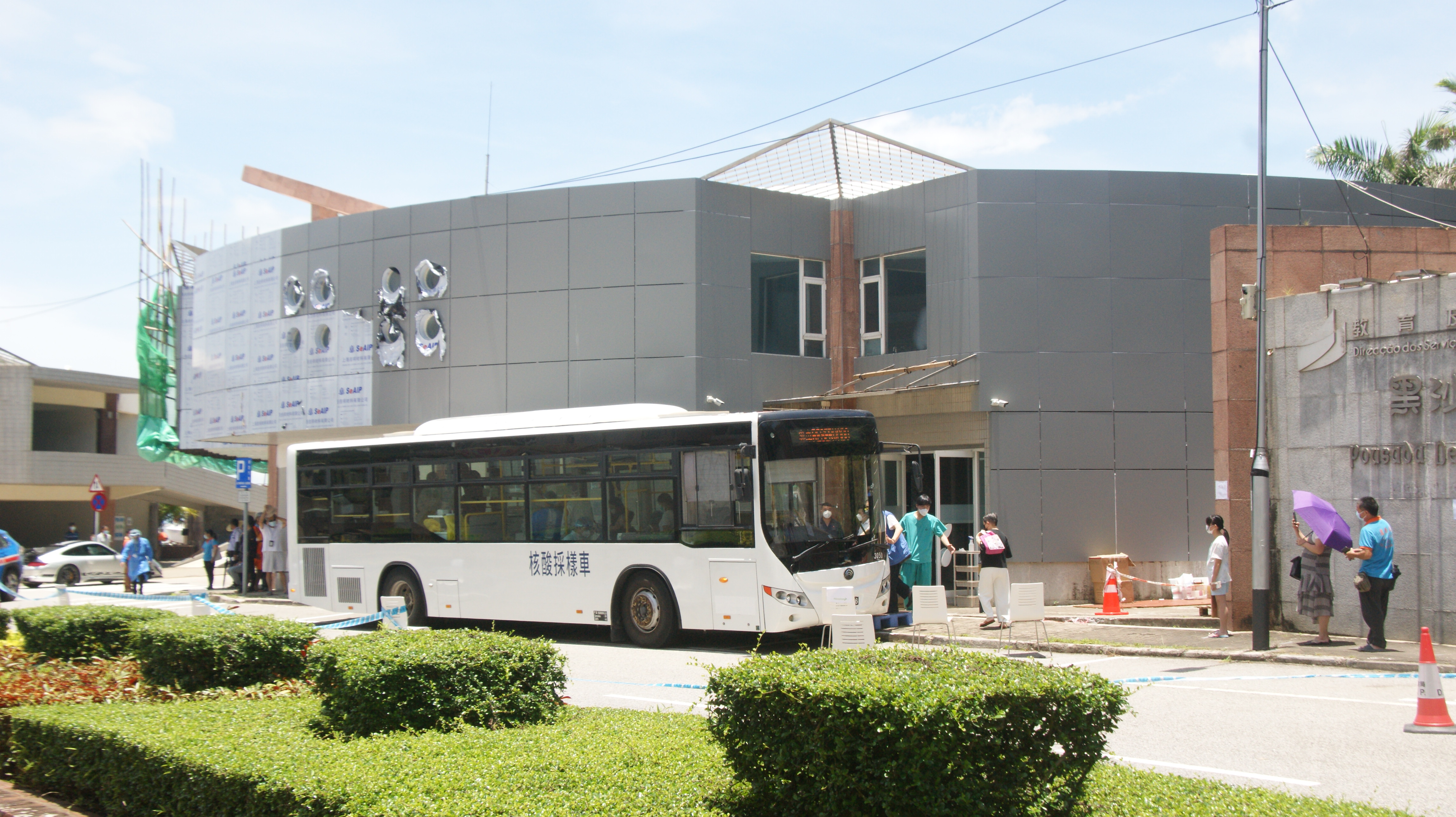
黑沙青年旅舍站
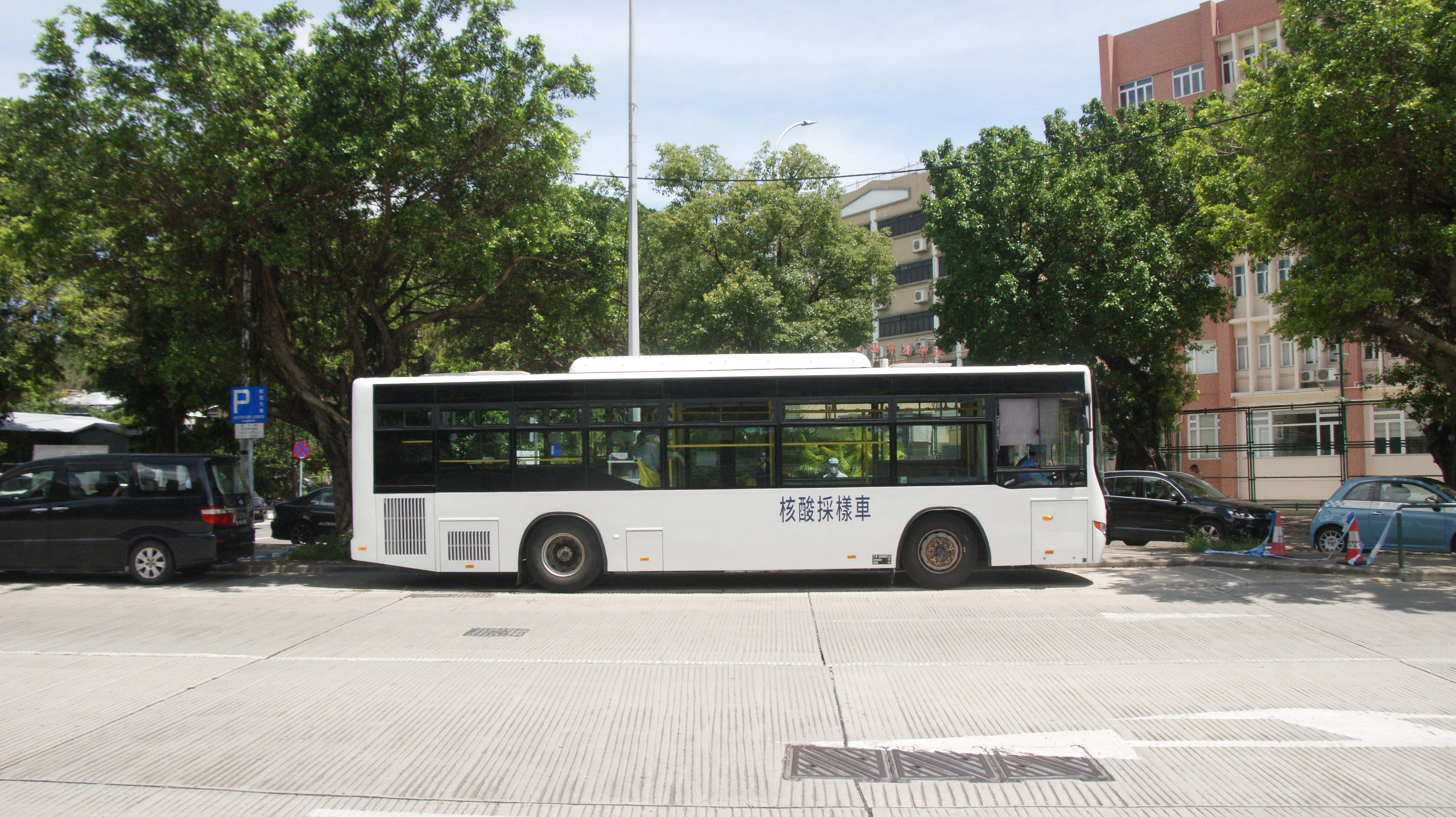
路環九澳雷鳴道學校站
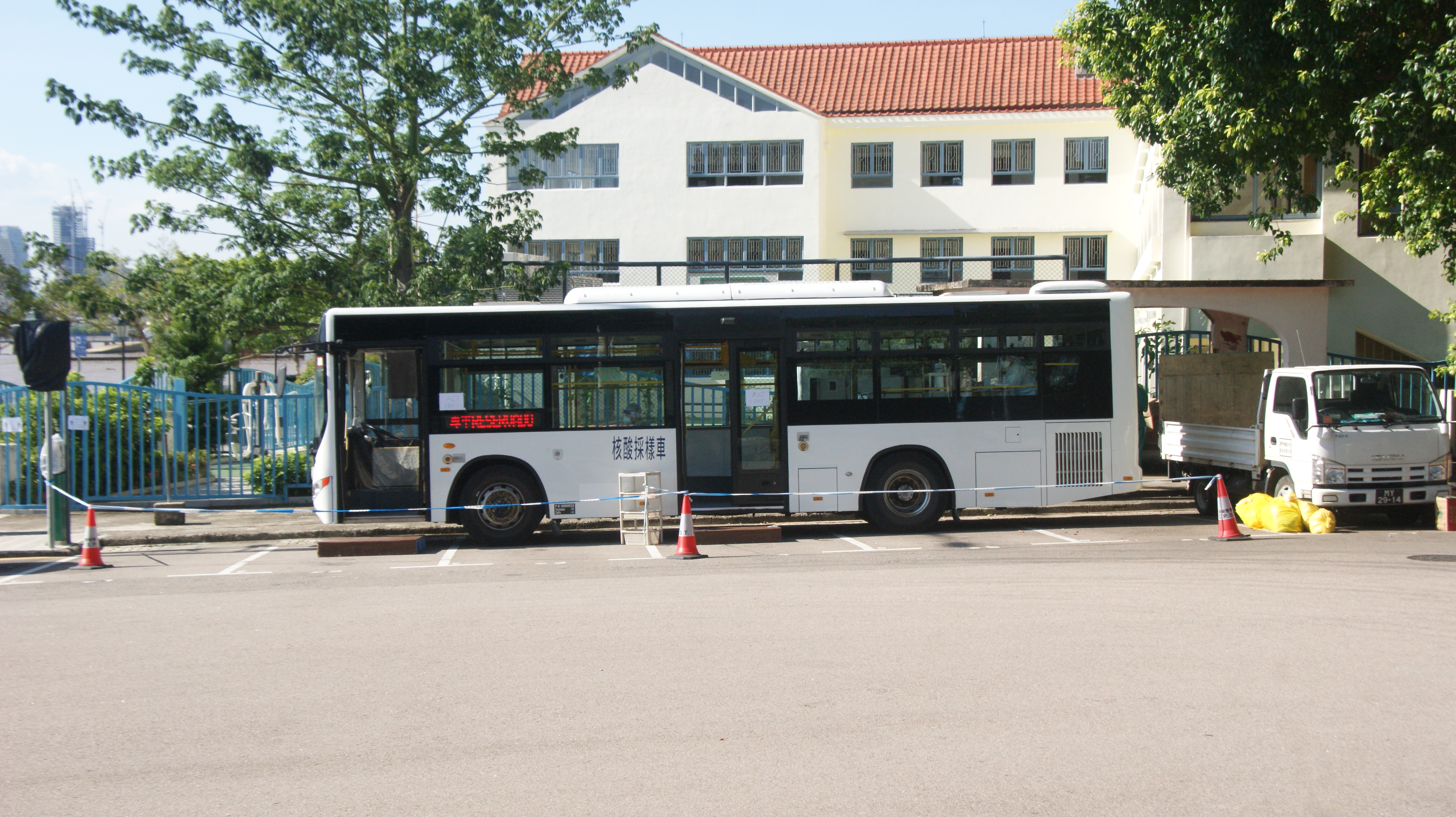
路環中葡學校站

- 流動核酸採樣車 (無需預約，僅鼻咽採樣)

| 日期    | 地點                   | 時間        |
| ------- | ---------------------- | ----------- |
| 6月27日 | 黑沙（青年旅舍門口）   | 09:00-13:00 |
| 6月27日 | 九澳（雷鳴道學校門口） | 14:00-18:00 |
| 6月27日 | 市區（路環中葡學校）   | 20:00-24:00 |
| 6月28日 | 黑沙（青年旅舍門口）   | 09:00-13:00 |
| 6月28日 | 市區（路環中葡學校）   | 14:00-18:00 |

- 黑沙青年旅舍站
- 路環九澳雷鳴道學校站
- 路環中葡學校站

### 2022年6月27日至28日檢測成效
| 截至日期 | 時間    | 已採樣人數  | 流動檢測車採樣人數    | 陰性檢測結果人數 | 混合樣本初步陽性累計數目 | 相關資料 |
| -------- | ------- | ----------- | --------------------- | ---------------- | ------------------------ | -------- |
| 6月27日  | 下午3時 | 162,958人次 | 534人 (至當天下午1時) | 10,073人次       | /                        | [ 32 ]   |
| 6月27日  | 晚上9時 | 326,062人次 | 326,062人次           | 87,373人次       | 5個                      | [ 33 ]   |
| 6月28日  | 上午8時 | 489,242人次 | 489,242人次           | 210,800人次      | 13個                     | [ 34 ]   |
| 6月28日  | 下午3時 | 602,966人次 | 602,966人次           | 306,397人次      | 21個                     | [ 35 ]   |
| 6月28日  | 下午6時 | 652,544人次 | 652,544人次           | 406,835人次      | 24個                     | [ 36 ]   |
| 6月29日  | 上午9時 | 652,544人次 | 652,544人次           | 591,955人次      | 39個                     | [ 37 ]   |
| 總結果   | 總結果  | 652,544人次 | 652,544人次           | 652,496人次      | 48個                     | [ 38 ]   |

### 2022年6月27日至28日全民檢測混管樣本陽性通報
| 日期    | 檢測站名稱                       | 時間                         | 相關資料                           |
| ------- | -------------------------------- | ---------------------------- | ---------------------------------- |
| 6月27日 | 街總石排灣家庭及社區綜合服務中心 | 約9:18、15:48                | [ 39 ] [ 40 ] [ 41 ] [ 42 ] [ 43 ] |
| 6月27日 | 工人體育場一樓                   | 約9:41、12:44、12:47、13:30  | [ 39 ] [ 40 ] [ 41 ] [ 42 ] [ 43 ] |
| 6月27日 | 綜藝館                           | 約10:50、10:54、18:47        | [ 39 ] [ 40 ] [ 41 ] [ 42 ] [ 43 ] |
| 6月27日 | 廣大中學                         | 約11:40                      | [ 39 ] [ 40 ] [ 41 ] [ 42 ] [ 43 ] |
| 6月27日 | 沙梨頭活動中心                   | 約11:53                      | [ 39 ] [ 40 ] [ 41 ] [ 42 ] [ 43 ] |
| 6月27日 | 科大體育館                       | 約12:14                      | [ 39 ] [ 40 ] [ 41 ] [ 42 ] [ 43 ] |
| 6月27日 | 中葡職業技術學校體育館           | 約13:33、14:58               | [ 39 ] [ 40 ] [ 41 ] [ 42 ] [ 43 ] |
| 6月27日 | 望廈體育中心一樓                 | 約13:58                      | [ 39 ] [ 40 ] [ 41 ] [ 42 ] [ 43 ] |
| 6月27日 | 嘉諾撒聖心英文中學               | 約15:03                      | [ 39 ] [ 40 ] [ 41 ] [ 42 ] [ 43 ] |
| 6月27日 | 海星中學                         | 約15:23                      | [ 39 ] [ 40 ] [ 41 ] [ 42 ] [ 43 ] |
| 6月27日 | 聖公會（澳門）蔡高中學           | 約16:38                      | [ 39 ] [ 40 ] [ 41 ] [ 42 ] [ 43 ] |
| 6月27日 | 鏡湖醫院（關愛站）               | 約19:39                      | [ 39 ] [ 40 ] [ 41 ] [ 42 ] [ 43 ] |
| 6月27日 | 鏡湖醫院禮堂                     | 約19:39                      | [ 39 ] [ 40 ] [ 41 ] [ 42 ] [ 43 ] |
| 6月27日 | 慈幼中學（關愛站）               | 約21:59                      | [ 39 ] [ 40 ] [ 41 ] [ 42 ] [ 43 ] |
| 6月27日 | 澳門江門同鄉會頤康活動中心       | 約23:26                      | [ 39 ] [ 40 ] [ 41 ] [ 42 ] [ 43 ] |
| 6月27日 | 石排灣公立學校                   | 約23:28                      | [ 39 ] [ 40 ] [ 41 ] [ 42 ] [ 43 ] |
| 6月27日 | 東南學校（中學部）               | 約23:36                      | [ 39 ] [ 40 ] [ 41 ] [ 42 ] [ 43 ] |
| 6月28日 | 培正中學                         | 約00:46                      | [ 39 ] [ 40 ] [ 41 ] [ 42 ] [ 43 ] |
| 6月28日 | 廣大中學                         | 約00:53                      | [ 39 ] [ 40 ] [ 41 ] [ 42 ] [ 43 ] |
| 6月28日 | 鏡平學校（中學部）               | 約01:38、01:41、04:51        | [ 39 ] [ 40 ] [ 41 ] [ 42 ] [ 43 ] |
| 6月28日 | 嘉諾撒聖心英文中學               | 約05:05                      | [ 39 ] [ 40 ] [ 41 ] [ 42 ] [ 43 ] |
| 6月28日 | 工人體育場一樓                   | 約06:11                      | [ 39 ] [ 40 ] [ 41 ] [ 42 ] [ 43 ] |
| 6月28日 | 塔石體育館A館                    | 約07:02、10:32；12:38、17:31 | [ 39 ] [ 40 ] [ 41 ] [ 42 ] [ 43 ] |
| 6月28日 | 望廈體育館三樓（關愛站）         | 約09:38                      | [ 39 ] [ 40 ] [ 41 ] [ 42 ] [ 43 ] |
| 6月28日 | 望廈體育中心一樓                 | 約09:48                      | [ 39 ] [ 40 ] [ 41 ] [ 42 ] [ 43 ] |
| 6月28日 | 綜藝館                           | 約10:55                      | [ 39 ] [ 40 ] [ 41 ] [ 42 ] [ 43 ] |
| 6月28日 | 聖公會（澳門）蔡高中學           | 約10:57                      | [ 39 ] [ 40 ] [ 41 ] [ 42 ] [ 43 ] |
| 6月28日 | 鏡湖醫院禮堂                     | 約12:49                      | [ 39 ] [ 40 ] [ 41 ] [ 42 ] [ 43 ] |
| 6月28日 | 澳門坊眾學校（關愛站）           | 約15:14、16:56               | [ 39 ] [ 40 ] [ 41 ] [ 42 ] [ 43 ] |
| 6月28日 | 鏡湖醫院（關愛站）               | 約15:22                      | [ 39 ] [ 40 ] [ 41 ] [ 42 ] [ 43 ] |

## 2022年7月4日至9日三輪全民核酸檢測計劃

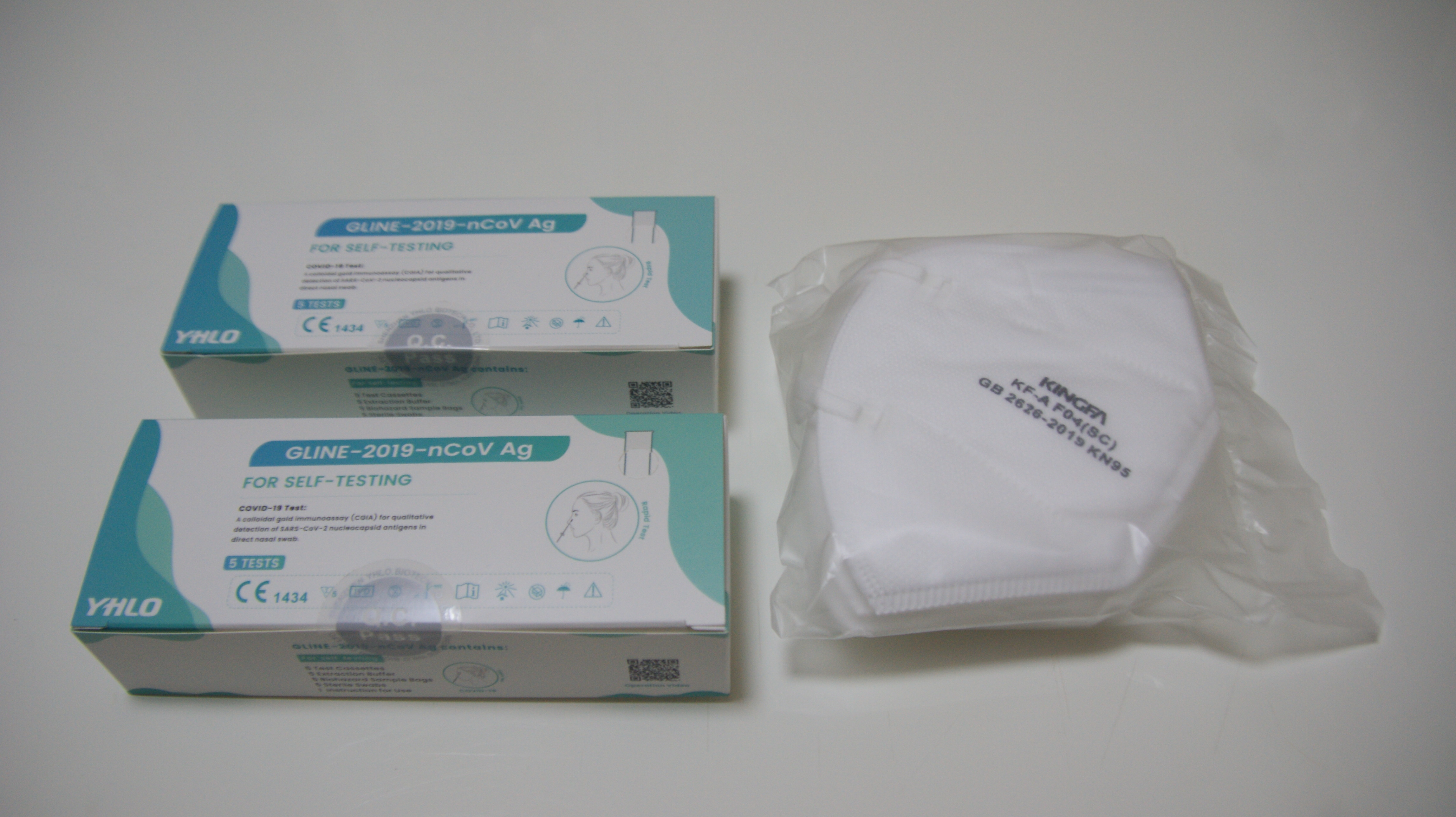
每一輪檢測完後，分別第一輪派發一盒5個快速抗原檢測套裝、第二輪派發10個KN95口罩、第三輪再派發一盒5個快速抗原檢測套裝

社會文化司司長歐陽瑜宣佈7月4至9日開展三輪全民核酸檢測計劃，教育及青年發展局局長龔志明宣佈計劃詳情，每兩日為一輪，共有三輪。每一輪核檢由上午9時開始至翌日下午6時結束，即每一輪共33小時；當中關愛站會提前3小時開站，即上午6時開始，即關愛站開站共36 小時。
今次三輪全民核檢的對象調整為所有在澳的3歲以上人士，即 2019年7月1日或之前出生的人士，必須參與全民核檢，不設豁免檢測期。此外，黃碼人士（包括3歲或以下）、重點人群參與全民核檢，其核酸結果亦計算在衛生部門要求的核檢次數內，不用重複進行核檢。
站點方面，共設有64個站，包括44個一般站、13個自費站和7個關愛站，較上一次全民核檢多了3個一般站，包括濠江中學附屬小學，以及兩部流動核酸採樣車（一部停泊在凱泉灣，一部停泊在黑沙公園和路環中葡學校），市民可前往鄰近的核檢站採樣。
所有進行核檢前的人士須先進行一次自我快速抗原檢測並申報，結果陰性方可前往核檢站，並出示快測結果陰性的健康碼或檢測結果陰性的照片入站；如快測結果呈陽性，其本人及同住的人都不能外出，應立即申報和致電消防局，等候救護車接送到檢疫地點；今次三輪的全民核檢均會向市民派發物資包，市民可在核檢站登記時一併領取。第一輪將派發5個快測包，第二輪將派發10個KN95口罩，第三輪再派發5個快測包，請市民自備環保袋領取物品。另外，3歲以下兒童的家長或監護人可在核檢站登記時，出示兒童的健康碼即可領取上述物資包；至於7月3日黃碼和重點人群核酸核測的人士，到場登記時每人已即場獲發1個快測包，供7月4日全民核檢使用；完成每一輪全民核檢後，可通過專用連結查詢核酸檢測記錄。
7月7日，應變協調中心宣佈因應居民需要和習慣，第六輪全民核酸檢測期間部分站點調整時間，7個關愛站開放時間調整為7月8日上午6時至7月9日凌晨1時；7月9日上午6時至下午6時。11個一般站不設深夜時段，開放時間由7月8日上午9時至7月9日凌晨1時；7月9日上午7時至下午6時。其餘各個一般站維持不變，開放時間由7月8日上午9時至7月9日下午6時，兩輛流動核酸採樣車的停站安排和時間維持不變。

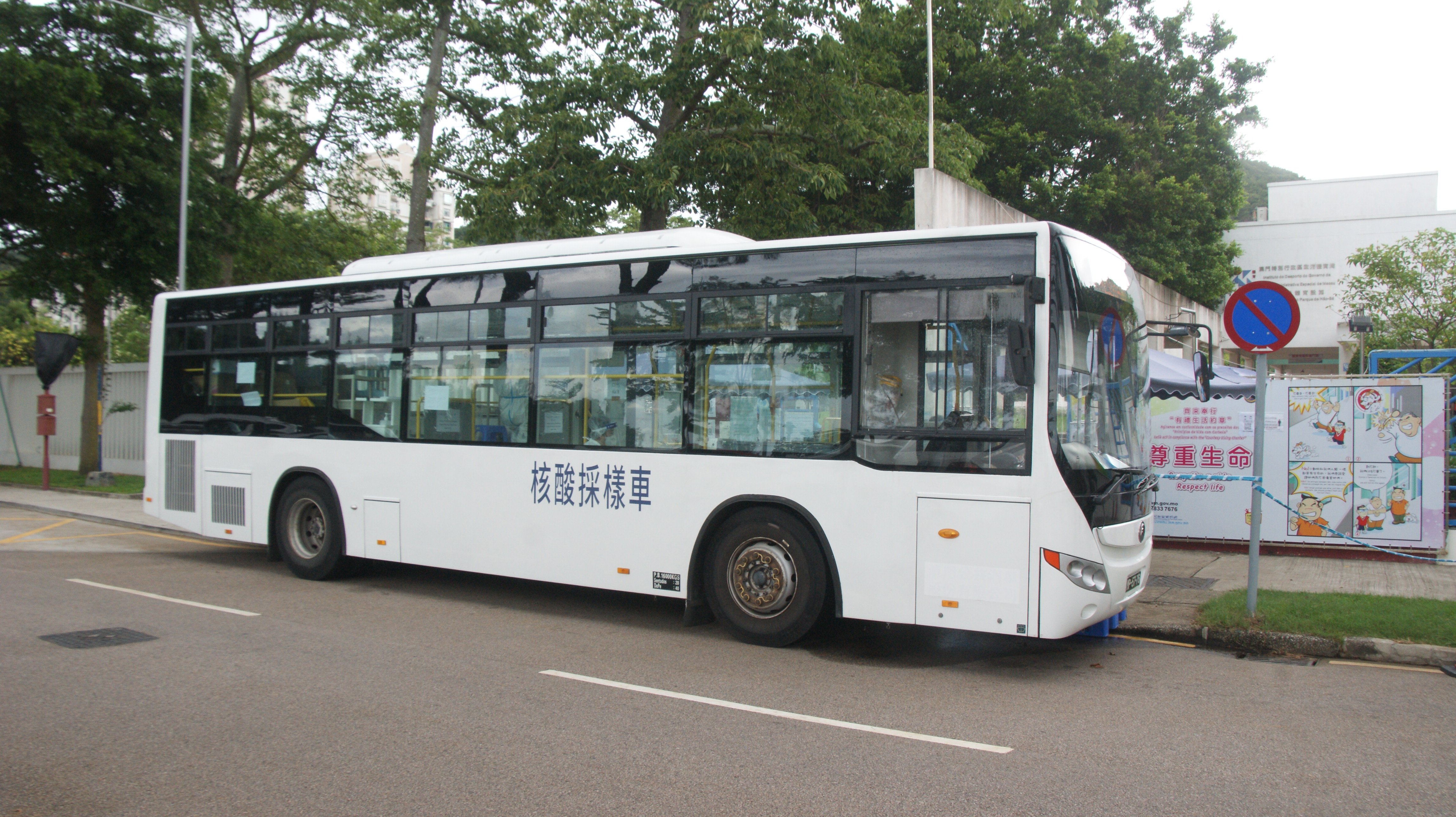
黑沙公園站
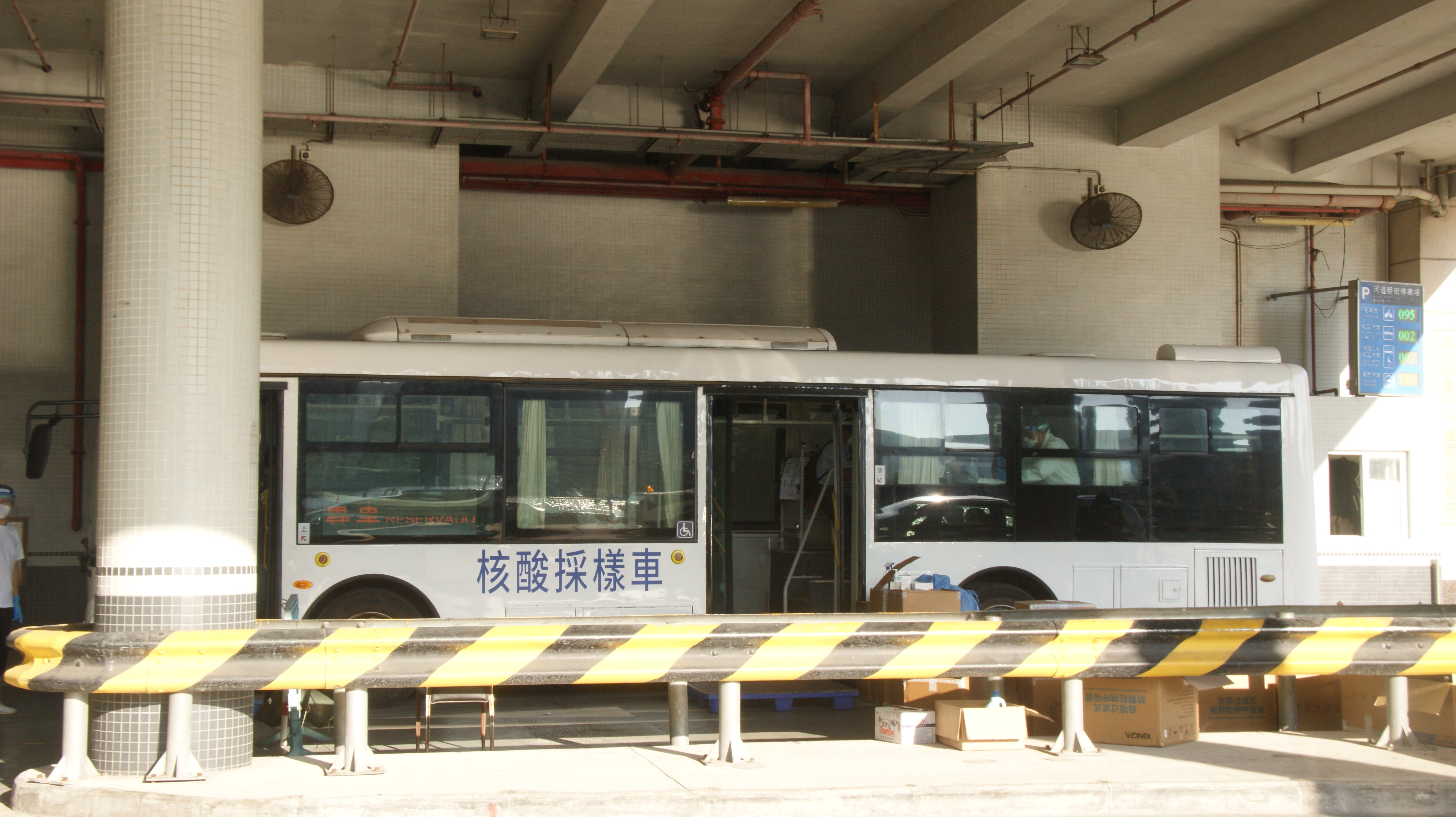
凱泉灣站

- - A類：關愛核酸檢測站 (第六輪全民核檢翌日凌晨1時至上午6時關閉)

1. 街坊會聯合總會社區服務大樓 

2. 慈幼中學 

3. 望廈體育館三樓 

4. 塔石體育館B館 

5. 澳門坊眾學校 

6. 奧林匹克體育中心運動場乒乓球室 

7. 石排灣公立學校
- - B類：一般核酸檢測站

1. 聖若瑟教區中學第六校 

2. 青洲坊活動中心 # 

3. 鄭觀應公立學校 

4. 工人體育場一樓 

5. 鏡平學校（中學部）

6. 中葡職業技術學校體育館 

7. 聖公會（澳門）蔡高中學 

8. 鮑思高粵華小學 

9. 望廈體育中心一樓 

10. 廣大中學 

11. 勞校中學附屬幼稚園 

12. 婦女聯合總會綜合服務大樓 

13. 沙梨頭活動中心 #

14. 澳門培正中學 

15. 塔石體育館A館 

16. 澳門理工大學懷遠樓展覽廳 #

17. 澳門文化中心 #

18. 利瑪竇中學 

19. 聖若瑟教區中學第二校 

20. 海星中學 

21. 奧林匹克體育中心室內體育館 
 
22. 嘉模會堂 # 

23. 北安客運碼頭 

24. 教青局親職教育中心 (湖畔) 

25. 澳門保安部隊高等學校 

26. 街總石排灣家庭及社區綜合服務中心 

27. 澳門大學 # 

28. 威尼斯人展覽館A、B、C館 

29. 鏡湖醫院禮堂 

30. 南粵青茂口岸 

31. 科大體育館 

32. 綜藝館

33. 澳門浸信中學 

34. 澳門江門同鄉會頤康活動中心 # 

35. 澳門街坊會聯合總會綠楊長者日間護理中心 

36. 信和醫療中心 # 
 
37. 嘉諾撒聖心英文中學 
 
38. 東南學校-中學部 

39. 澳門美高梅大宴會廳 

40. 海事工房1號及2號 # 

41. 聖公會氹仔青少年及家庭綜合服務中心 # 

42. 濠江中學附屬小學 # 

43. 凱泉灣總站（河邊新街凱泉灣）（7月4、6、8日 09:00 - 22:00；7月5、7、9日 09:00-18:00）（流動核酸採樣車） 

44. 路環中葡學校（澳門路環十月初五大馬路）（7月4、6、8日 09:00 - 22:00）↔ 黑沙公園（路環新黑沙馬路）（7月5、7、9日 09:00-18:00）（流動核酸採樣車） 

(# 第六輪全民核檢翌日凌晨1時至上午7時關閉)
- - C類：自費核酸檢測站

1. 國檢 (澳門) 醫務中心 

2. 南粵工聯（工人體育場地面層）

3. 金沙娛樂場 

4. 新葡京酒店 

5. 澳門美高梅 

6. 永利澳門 

7. 星際酒店 

8. 澳門國際機場 

9. 威尼斯人 

10. 永利皇宮 

11. 美獅美高梅 

12. 新濠影匯 

13. 百老匯酒店

### 2022年7月4日至5日檢測成效
| 截至日期 | 時間    | 已採樣人數  | 陰性檢測結果人數 | 混合樣本初步陽性累計數目 | 相關資料 |
| -------- | ------- | ----------- | ---------------- | ------------------------ | -------- |
| 7月4日   | 下午3時 | 164,716人次 | 14,158人次       | 2管                      | [ 47 ]   |
| 7月4日   | 晚上9時 | 330,042人次 | 134,726人次      | 10管                     | [ 48 ]   |
| 7月5日   | 上午8時 | 488,638人次 | 388,563人次      | 42管                     | [ 49 ]   |
| 7月5日   | 下午3時 | 608,844人次 | 472,839人次      | 50管                     | [ 50 ]   |
| 7月5日   | 下午6時 | 637,349人次 | 575,424人次      | 71管                     | [ 51 ]   |
| 總結果   | 總結果  | 637,349人次 | 637,255人次      | 94管                     | [ 52 ]   |

### 2022年7月4日至5日全民檢測混管樣本陽性通報
| 日期   | 檢測站名稱                             | 時間                                      | 相關資料                    |
| ------ | -------------------------------------- | ----------------------------------------- | --------------------------- |
| 7月4日 | 街坊會聯合總會社區服務大樓（關愛專站） | 約06:11、11:07、14:59                     | [ 53 ] [ 54 ] [ 55 ] [ 56 ] |
| 7月4日 | 澳門坊眾學校 (關愛站)                  | 約06:46、12:55                            | [ 53 ] [ 54 ] [ 55 ] [ 56 ] |
| 7月4日 | 澳門理工大學懷遠樓展覽廳               | 約09:28                                   | [ 53 ] [ 54 ] [ 55 ] [ 56 ] |
| 7月4日 | 海事工房1號及2號                       | 約09:41                                   | [ 53 ] [ 54 ] [ 55 ] [ 56 ] |
| 7月4日 | 利瑪竇中學                             | 約09:32、09:51、23:29                     | [ 53 ] [ 54 ] [ 55 ] [ 56 ] |
| 7月4日 | 澳門街坊會聯合總會綠楊長者日間護理中心 | 約10:07                                   | [ 53 ] [ 54 ] [ 55 ] [ 56 ] |
| 7月4日 | 培正中學                               | 約10:27、22:57                            | [ 53 ] [ 54 ] [ 55 ] [ 56 ] |
| 7月4日 | 威尼斯人展覽館A、B、C館                | 約11:06、11:38                            | [ 53 ] [ 54 ] [ 55 ] [ 56 ] |
| 7月4日 | 廣大中學                               | 約11:21、14:09、14:11(兩個)、15:59、22:10 | [ 53 ] [ 54 ] [ 55 ] [ 56 ] |
| 7月4日 | 綜藝館                                 | 約11:27、15:28、22:49                     | [ 53 ] [ 54 ] [ 55 ] [ 56 ] |
| 7月4日 | 北安客運碼頭                           | 約11:32、12:30、20:37                     | [ 53 ] [ 54 ] [ 55 ] [ 56 ] |
| 7月4日 | 科大體育館                             | 約11:44、23:26                            | [ 53 ] [ 54 ] [ 55 ] [ 56 ] |
| 7月4日 | 聖若瑟教區中學第二校                   | 約11:49                                   | [ 53 ] [ 54 ] [ 55 ] [ 56 ] |
| 7月4日 | 婦女聯合總會綜合服務大樓               | 約11:50                                   | [ 53 ] [ 54 ] [ 55 ] [ 56 ] |
| 7月4日 | 鏡平學校（中學部）                     | 約13:53、18:30、21:52                     | [ 53 ] [ 54 ] [ 55 ] [ 56 ] |
| 7月4日 | 澳門浸信中學                           | 約13:54                                   | [ 53 ] [ 54 ] [ 55 ] [ 56 ] |
| 7月4日 | 嘉諾撒聖心英文中學                     | 約14:01、15:43                            | [ 53 ] [ 54 ] [ 55 ] [ 56 ] |
| 7月4日 | 南粵青茂口岸                           | 約14:05、17:01                            | [ 53 ] [ 54 ] [ 55 ] [ 56 ] |
| 7月4日 | 南粵工聯（工人體育場地面層）           | 約14:19                                   | [ 53 ] [ 54 ] [ 55 ] [ 56 ] |
| 7月4日 | 工人體育場A館一樓                      | 約14:20、19:36                            | [ 53 ] [ 54 ] [ 55 ] [ 56 ] |
| 7月4日 | 鏡湖醫院禮堂                           | 約14:23、19:05、20:21                     | [ 53 ] [ 54 ] [ 55 ] [ 56 ] |
| 7月4日 | 東南學校(中學部)                       | 約14:52                                   | [ 53 ] [ 54 ] [ 55 ] [ 56 ] |
| 7月4日 | 聖公會（澳門）蔡高中學                 | 約14:54                                   | [ 53 ] [ 54 ] [ 55 ] [ 56 ] |
| 7月4日 | 塔石體育館A館                          | 約15:53                                   | [ 53 ] [ 54 ] [ 55 ] [ 56 ] |
| 7月4日 | 澳門文化中心                           | 約17:20                                   | [ 53 ] [ 54 ] [ 55 ] [ 56 ] |
| 7月4日 | 澳門美高梅大宴會廳                     | 約18:07                                   | [ 53 ] [ 54 ] [ 55 ] [ 56 ] |
| 7月4日 | 望廈體育中心一樓                       | 約19:14、20:33                            | [ 53 ] [ 54 ] [ 55 ] [ 56 ] |
| 7月4日 | 塔石體育館B館（關愛專站）              | 約22:34                                   | [ 53 ] [ 54 ] [ 55 ] [ 56 ] |
| 7月5日 | 奧林匹克體育中心室內體育館             | 約00:12、06:30、06:33                     | [ 53 ] [ 54 ] [ 55 ] [ 56 ] |
| 7月5日 | 青洲坊活動中心                         | 約00:18、09:44                            | [ 53 ] [ 54 ] [ 55 ] [ 56 ] |
| 7月5日 | 塔石體育館B館檢測站（關愛專站）        | 約00:28（兩個）                           | [ 53 ] [ 54 ] [ 55 ] [ 56 ] |
| 7月5日 | 塔石體育館A館                          | 約00:33、00:52                            | [ 53 ] [ 54 ] [ 55 ] [ 56 ] |
| 7月5日 | 培正中學                               | 約01:22、07:20、13:59                     | [ 53 ] [ 54 ] [ 55 ] [ 56 ] |
| 7月5日 | 澳門美高梅大宴會廳                     | 約01:31                                   | [ 53 ] [ 54 ] [ 55 ] [ 56 ] |
| 7月5日 | 濠江中學附屬小學                       | 約02:08、19:07                            | [ 53 ] [ 54 ] [ 55 ] [ 56 ] |
| 7月5日 | 澳門文化中心                           | 約07:06                                   | [ 53 ] [ 54 ] [ 55 ] [ 56 ] |
| 7月5日 | 信和醫療中心                           | 約07:10                                   | [ 53 ] [ 54 ] [ 55 ] [ 56 ] |
| 7月5日 | 澳門理工大學懷遠樓展覽廳               | 約07:33                                   | [ 53 ] [ 54 ] [ 55 ] [ 56 ] |
| 7月5日 | 工人體育場A館一樓                      | 約07:37、10:06、12:14                     | [ 53 ] [ 54 ] [ 55 ] [ 56 ] |
| 7月5日 | 利瑪竇中學                             | 約07:54                                   | [ 53 ] [ 54 ] [ 55 ] [ 56 ] |
| 7月5日 | 鄭觀應公立學校                         | 約08:21                                   | [ 53 ] [ 54 ] [ 55 ] [ 56 ] |
| 7月5日 | 南粵工聯（工人體育場地面層）           | 約09:09                                   | [ 53 ] [ 54 ] [ 55 ] [ 56 ] |
| 7月5日 | 鏡平學校（中學部）                     | 約09:17、11:12、15:02                     | [ 53 ] [ 54 ] [ 55 ] [ 56 ] |
| 7月5日 | 婦女聯合總會綜合服務大樓               | 約09:54                                   | [ 53 ] [ 54 ] [ 55 ] [ 56 ] |
| 7月5日 | 威尼斯人展覽館A、B、C館                | 約09:58                                   | [ 53 ] [ 54 ] [ 55 ] [ 56 ] |
| 7月5日 | 聖公會（澳門）蔡高中學                 | 約10:32                                   | [ 53 ] [ 54 ] [ 55 ] [ 56 ] |
| 7月5日 | 澳門浸信中學                           | 約11:37                                   | [ 53 ] [ 54 ] [ 55 ] [ 56 ] |
| 7月5日 | 綜藝館                                 | 約11:50、14:09                            | [ 53 ] [ 54 ] [ 55 ] [ 56 ] |
| 7月5日 | 海星中學                               | 約13:05                                   | [ 53 ] [ 54 ] [ 55 ] [ 56 ] |
| 7月5日 | 東南學校（中學部）                     | 約13:07                                   | [ 53 ] [ 54 ] [ 55 ] [ 56 ] |
| 7月5日 | 鮑思高粵華小學                         | 約13:32                                   | [ 53 ] [ 54 ] [ 55 ] [ 56 ] |
| 7月5日 | 海事工房1號及2號                       | 約13:47                                   | [ 53 ] [ 54 ] [ 55 ] [ 56 ] |
| 7月5日 | 廣大中學                               | 約15:03、15:11                            | [ 53 ] [ 54 ] [ 55 ] [ 56 ] |
| 7月5日 | 望廈體育中心三樓（關愛專站）           | 約18:46                                   | [ 53 ] [ 54 ] [ 55 ] [ 56 ] |
| 7月5日 | 望廈體育中心一樓                       | 約18:53                                   | [ 53 ] [ 54 ] [ 55 ] [ 56 ] |

### 2022年7月6日至7日檢測成效
| 截至日期 | 時間    | 已採樣人數  | 陰性檢測結果人數 | 混合樣本初步陽性累計數目 | 相關資料 |
| -------- | ------- | ----------- | ---------------- | ------------------------ | -------- |
| 7月6日   | 下午3時 | 183,832人次 | 31,535人次       | 1管                      | [ 57 ]   |
| 7月6日   | 晚上9時 | 349,842人次 | 153,996人次      | 16管                     | [ 58 ]   |
| 7月7日   | 上午8時 | 492,769人次 | 428,465人次      | 30管                     | [ 59 ]   |
| 7月7日   | 下午3時 | 626,680人次 | 485,355人次      | 31管                     | [ 60 ]   |
| 總結果   | 總結果  | 667,597人次 | 667,187人次      | 41管                     | [ 61 ]   |

### 2022年7月6日至7日全民檢測混管樣本陽性通報
| 日期   | 檢測站名稱                             | 時間                         | 相關資料             |
| ------ | -------------------------------------- | ---------------------------- | -------------------- |
| 7月6日 | 鏡湖醫院禮堂                           | 約09:14、09:48、10:00        | [ 62 ] [ 63 ] [ 64 ] |
| 7月6日 | 科大體育館                             | 約09:32                      | [ 62 ] [ 63 ] [ 64 ] |
| 7月6日 | 威尼斯人展覽館A、B、C館                | 約09:37                      | [ 62 ] [ 63 ] [ 64 ] |
| 7月6日 | 東南學校-中學部                        | 約09:54、10:12               | [ 62 ] [ 63 ] [ 64 ] |
| 7月6日 | 勞校中學附屬幼稚園                     | 約10:01                      | [ 62 ] [ 63 ] [ 64 ] |
| 7月6日 | 工人體育場A館一樓                      | 約10:02、11:28、22:04、22:09 | [ 62 ] [ 63 ] [ 64 ] |
| 7月6日 | 星際酒店                               | 約10:32                      | [ 62 ] [ 63 ] [ 64 ] |
| 7月6日 | 嘉諾撒聖心英文中學                     | 約10:50                      | [ 62 ] [ 63 ] [ 64 ] |
| 7月6日 | 沙梨頭活動中心                         | 約11:03                      | [ 62 ] [ 63 ] [ 64 ] |
| 7月6日 | 中葡職業技術學校體育館                 | 約11:33、21:08、22:21        | [ 62 ] [ 63 ] [ 64 ] |
| 7月6日 | 婦女聯合總會綜合服務大樓               | 約11:21、11:45               | [ 62 ] [ 63 ] [ 64 ] |
| 7月6日 | 澳門國際機場                           | 約12:52                      | [ 62 ] [ 63 ] [ 64 ] |
| 7月6日 | 澳門浸信中學                           | 約13:51                      | [ 62 ] [ 63 ] [ 64 ] |
| 7月6日 | 奧林匹克體育中心室內體育館             | 約14:08、17:14               | [ 62 ] [ 63 ] [ 64 ] |
| 7月6日 | 街坊會聯合總會社區服務大樓（關愛專站） | 約14:23                      | [ 62 ] [ 63 ] [ 64 ] |
| 7月6日 | 南粵工聯（工人體育場地面層）           | 約15:56                      | [ 62 ] [ 63 ] [ 64 ] |
| 7月6日 | 培正中學                               | 約19:09                      | [ 62 ] [ 63 ] [ 64 ] |
| 7月6日 | 利瑪竇中學                             | 約21:01                      | [ 62 ] [ 63 ] [ 64 ] |
| 7月6日 | 聖若瑟教區中學第二校                   | 約22:15                      | [ 62 ] [ 63 ] [ 64 ] |
| 7月6日 | 鏡平學校（中學部）                     | 約22:32                      | [ 62 ] [ 63 ] [ 64 ] |
| 7月6日 | 綜藝館                                 | 約23:28                      | [ 62 ] [ 63 ] [ 64 ] |
| 7月7日 | 澳門坊眾學校（關愛專站）               | 約09:14                      | [ 62 ] [ 63 ] [ 64 ] |
| 7月7日 | 聖公會（澳門）蔡高中學                 | 約09:44                      | [ 62 ] [ 63 ] [ 64 ] |
| 7月7日 | 利瑪竇中學                             | 約11:10                      | [ 62 ] [ 63 ] [ 64 ] |
| 7月7日 | 東南學校-中學部                        | 約13:14                      | [ 62 ] [ 63 ] [ 64 ] |
| 7月7日 | 沙梨頭活動中心                         | 約13:27                      | [ 62 ] [ 63 ] [ 64 ] |
| 7月7日 | 綜藝館                                 | 約13:28                      | [ 62 ] [ 63 ] [ 64 ] |
| 7月7日 | 聖若瑟教區中學第二校                   | 約14:43                      | [ 62 ] [ 63 ] [ 64 ] |
| 7月7日 | 望廈體育中心一樓                       | 約15:00、15:04               | [ 62 ] [ 63 ] [ 64 ] |
| 7月7日 | 鏡平學校（中學部）                     | 約17:27                      | [ 62 ] [ 63 ] [ 64 ] |

### 2022年7月8日至9日檢測成效
| 截至日期 | 時間    | 已採樣人數  | 陰性檢測結果人數 | 混合樣本初步陽性累計數目 | 相關資料 |
| -------- | ------- | ----------- | ---------------- | ------------------------ | -------- |
| 7月8日   | 下午3時 | 182,588人次 | 26,852人次       | /                        | [ 65 ]   |
| 7月8日   | 下午5時 | /           | /                | 2管                      | [ 66 ]   |
| 7月9日   | 上午8時 | 479,415人次 | 413,057人次      | 14管                     | [ 67 ]   |
| 7月9日   | 下午3時 | 613,364人次 | 479,462人次      | 16管                     | [ 68 ]   |
| 總結果   | 總結果  | 658,906人次 | 658,906人次      | 23管                     | [ 69 ]   |

### 2022年7月8日至9日全民檢測混管樣本陽性通報
| 日期   | 檢測站名稱                 | 時間                  | 相關資料             |
| ------ | -------------------------- | --------------------- | -------------------- |
| 7月8日 | 北安客運碼頭               | 約09:03               | [ 70 ] [ 71 ] [ 72 ] |
| 7月8日 | 利瑪竇中學                 | 約09:12、20:21        | [ 70 ] [ 71 ] [ 72 ] |
| 7月8日 | 聖若瑟教區中學第二校       | 約11:30               | [ 70 ] [ 71 ] [ 72 ] |
| 7月8日 | 中葡職業技術學校體育館     | 約11:46               | [ 70 ] [ 71 ] [ 72 ] |
| 7月8日 | 塔石體育館A館              | 約11:56               | [ 70 ] [ 71 ] [ 72 ] |
| 7月8日 | 濠江中學附屬小學           | 約11:59               | [ 70 ] [ 71 ] [ 72 ] |
| 7月8日 | 鏡湖醫院禮堂               | 約12:45、18:46        | [ 70 ] [ 71 ] [ 72 ] |
| 7月8日 | 鏡平學校（中學部）         | 約14:39               | [ 70 ] [ 71 ] [ 72 ] |
| 7月8日 | 鏡湖醫院                   | 約15:49               | [ 70 ] [ 71 ] [ 72 ] |
| 7月8日 | 工人體育場A館一樓          | 約19:03、20:07        | [ 70 ] [ 71 ] [ 72 ] |
| 7月8日 | 澳門坊眾學校               | 約21:10               | [ 70 ] [ 71 ] [ 72 ] |
| 7月9日 | 塔石體育館A館              | 約01:58、10:09、16:54 | [ 70 ] [ 71 ] [ 72 ] |
| 7月9日 | 奧林匹克體育中心室內體育館 | 約07:33               | [ 70 ] [ 71 ] [ 72 ] |
| 7月9日 | 教青局親職教育中心（湖畔） | 約10:22               | [ 70 ] [ 71 ] [ 72 ] |
| 7月9日 | 聖若瑟教區中學第二校       | 約11:23、15:19        | [ 70 ] [ 71 ] [ 72 ] |
| 7月9日 | 聖公會（澳門）蔡高中學     | 約15:13               | [ 70 ] [ 71 ] [ 72 ] |
| 7月9日 | 望廈體育中心一樓           | 約17:13               | [ 70 ] [ 71 ] [ 72 ] |

## 2022年7月10日至17日四輪全民核酸檢測計劃

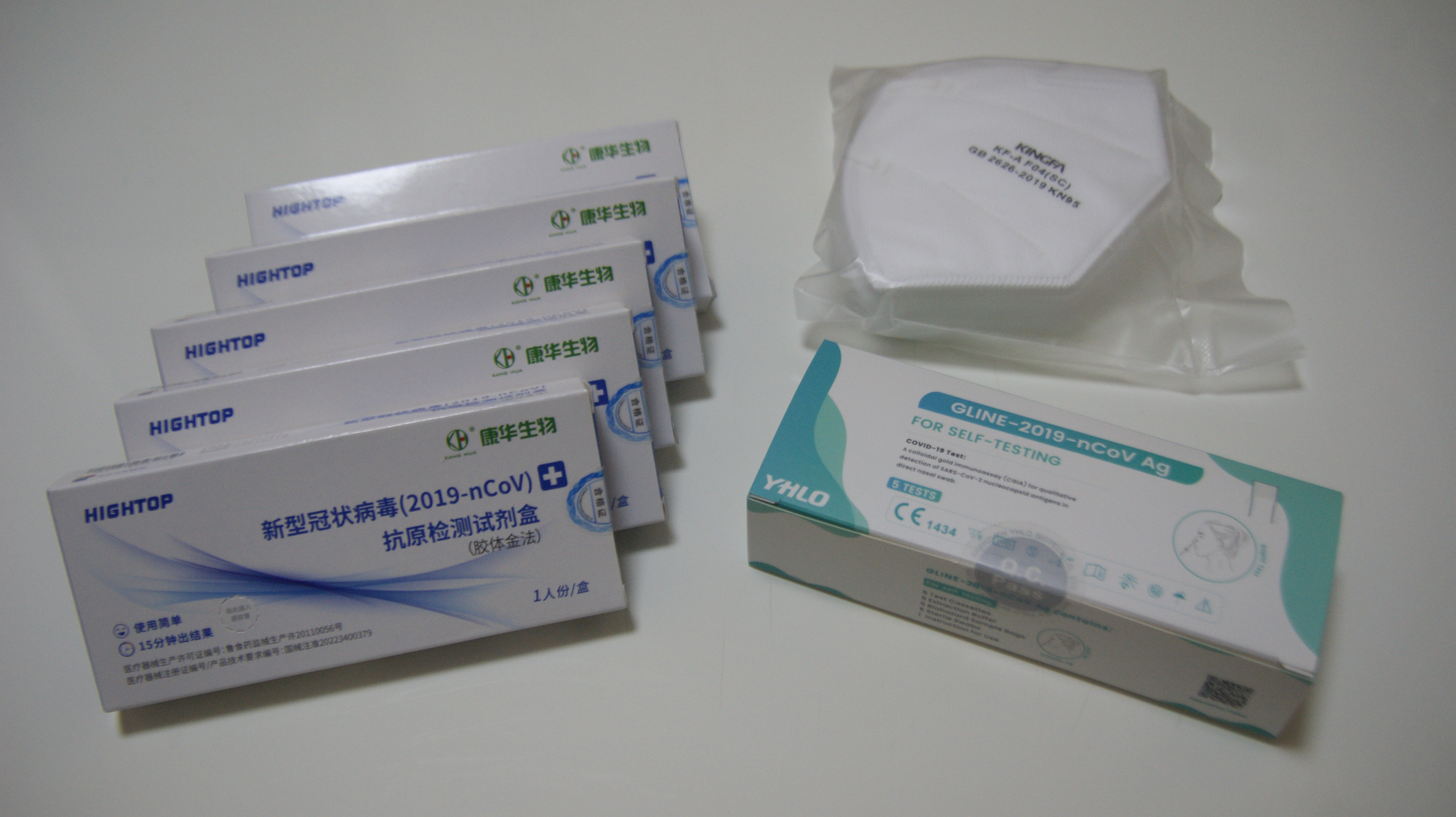
抗疫物資將由第7輪至第10輪的檢測後派發，當中第7輪檢測後不派發任何抗疫物資，第8輪派發5個快速抗原測試包，第9輪派發10個KN95口罩，第10輪派發一盒5個快速抗原測試包

教育及青年發展局介紹，第7輪至第10輪全民核酸檢測計劃將於7月10日周日起至7月17日一連八日進行，每兩日為一輪，合共4輪。每一輪核檢由上午9時開始至翌日下午6時結束；當中關愛站會提前3小時開站，即上午6時開站，但關愛站和部份一般站不設深夜時段。
教青局表示，第7輪至第10輪全民核檢的對象為所有在澳的3歲以上人士，即2019年7月1日或之前出生者必須參與；而黃碼人士、重點人群參與全民核檢，其核酸結果亦計算在衛生部門要求的核檢次數內，當日不用重複進行核檢。
63個核酸檢測站中，包括42個一般站、2部流動核酸採樣車、7個關愛站和12個自費站。因3歲以下嬰幼兒已經獲豁免進行全民核檢，為平衡各站人流，善用原本可在關愛站核檢的名額，故關愛站的使用對象將作調整，由第7輪全民核檢開始，7個關愛站將開放予對象為6歲以下兒童使用，如有需要可由一名人員陪同。至於一般站的優先通道維持3歲以下的對象使用。
為配合“全澳相對靜止管理”措施，由7月11日起將增設1輛流動核酸採樣車停泊在海洋花園衛生中心（氹仔海洋花園大馬路），以便利該區居民進行檢測。居民可於7月10日下午6時起起透過全民核酸預約系統進行預約，流動核酸採樣車服務時間可查閱相關圖文包。此外，因應紅、黃碼區居民的檢測需要，應變協調中心亦將安排2至3輛流動核酸採樣車支援紅、黃碼區的核酸檢測工作。
7月11日疫情記者會上，教青局非高等教育廳廳長張子軒表示，由7月12日至13日該輪的全民核酸檢測起再新增兩輛採樣車，兩部流動核檢車將停泊在澳門大學附屬應用學校，其中一部停泊在翌日停泊在氹仔聖公會中學旁，相關採樣車必須提前預約。
截至7月12日下午3時，發現4管混樣樣本陽性，當中2管已確認陽性人士（1人為清潔工人、1人為家務工作，兩人為夫妻關係），1管沒有發現陽性人士（該館CT值39.75 ，相應10名人士單檢核酸檢測均為陰性，其中1人1個多月前從中高風險地區回澳，不排除復陽可能），另外一管仍然在跟進中。
7月12日疫情記者會上，教青局非高等教育廳廳長張子軒表示，在7月14日至15日新一輪的全民核酸檢測中，四個一般站點不設深夜時段；所有不設深夜時段的一般站點，翌日上午開放時間為8時；其他一般站點開放時間維持不變。流動核酸採樣車方面，除凱泉灣巴士總站、路環中葡學校、黑沙公園、海洋花園衛生中心、澳門大學附屬應用學校外，繼續增加兩輛流動核酸採樣車到指定地區。第一輛停泊在聖公會中學（澳門）（氹仔海灣圍）；第二輛停泊在培華中學附屬小學暨幼稚園（氹仔米利奧街93號）。此外，調整B47流動核酸採樣車的停泊位置，首日維持停泊在澳門大學附屬應用學校，供市民預約採樣；翌日停泊在離島醫療綜合體工地內，供在該工地內住宿的相關人員採樣，不設預約。 另有4個一般站，包括：B20海星中學、B28 威尼斯人展覽館A、B、C館、B35 澳門街坊會聯合總會綠楊長者日間護理中心和B39 澳門美高梅大宴會廳，連同上一輪不設深夜時段的11個一般站（詳見表格），開放時間統一調整為7月14日上午9時至7月15日凌晨1時，7月15日上午8時至下午6時；其他一般站開放時間維持不變。

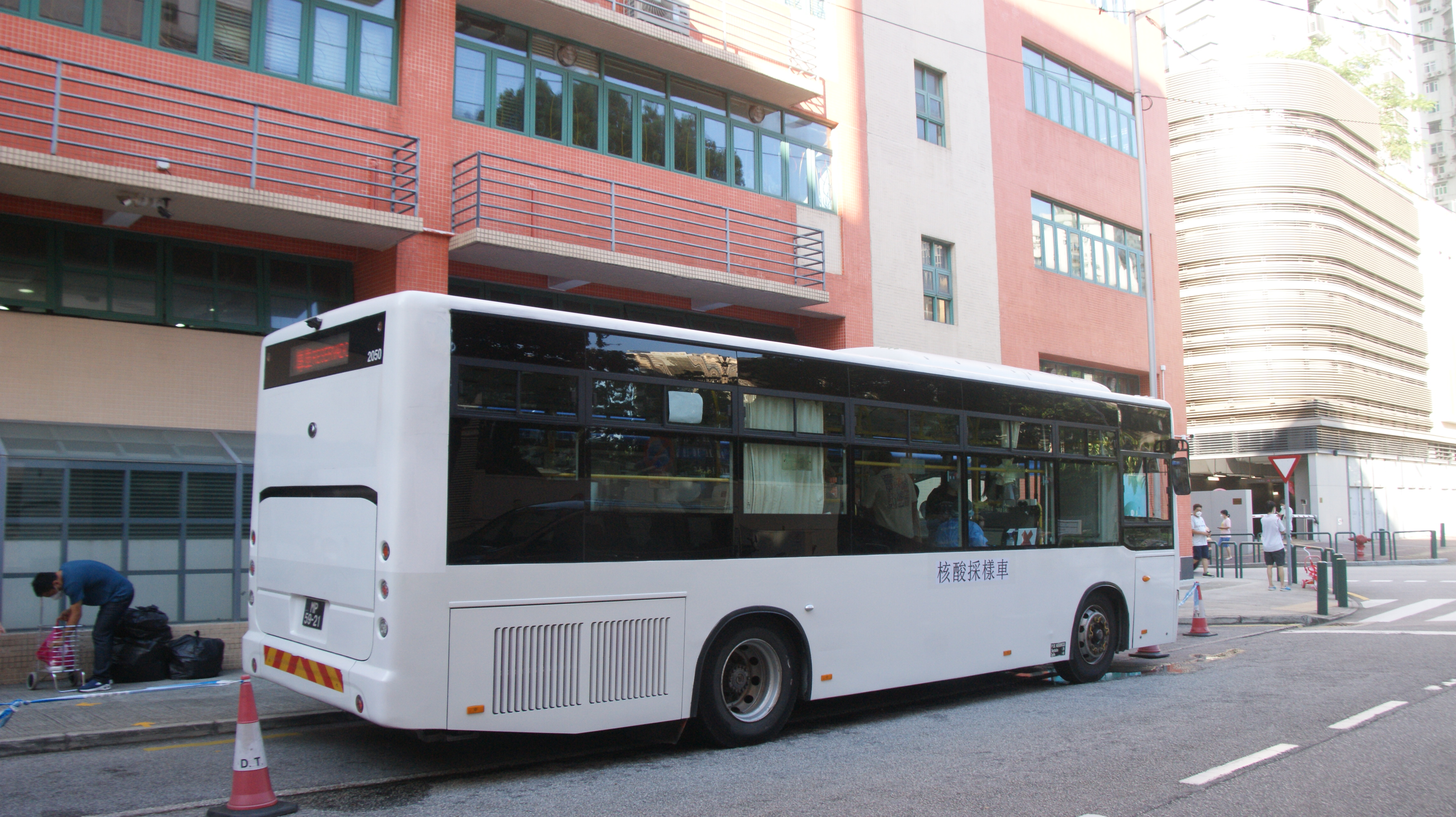
培華中學附屬小學暨幼稚園站

- - A類：關愛核酸檢測站 (每輪全民核檢翌日凌晨1時至上午6時關閉)

1. 街坊會聯合總會社區服務大樓 

2. 慈幼中學 

3. 望廈體育館三樓 

4. 塔石體育館B館 

5. 澳門坊眾學校 

6. 奧林匹克體育中心運動場乒乓球室 

7. 石排灣公立學校
- - B類：一般核酸檢測站

1. 聖若瑟教區中學第六校 

2. 青洲坊活動中心 # 

3. 鄭觀應公立學校 

4. 工人體育場一樓 

5. 鏡平學校（中學部）

6. 中葡職業技術學校體育館 

7. 聖公會（澳門）蔡高中學 

8. 鮑思高粵華小學 

9. 望廈體育中心一樓 

10. 廣大中學 

11. 勞校中學附屬幼稚園 

12. 婦女聯合總會綜合服務大樓 

13. 沙梨頭活動中心 #

14. 培正中學 

15. 塔石體育館A館 

16. 澳門理工大學懷遠樓展覽廳 #

17. 澳門文化中心 #

18. 利瑪竇中學 

19. 聖若瑟教區中學第二校 

20. 海星中學 * 

21. 奧林匹克體育中心室內體育館 
 
22. 嘉模會堂 # 

23. 北安客運碼頭 

24. 教青局親職教育中心 (湖畔) 

25. 澳門保安部隊高等學校 

26. 街總石排灣家庭及社區綜合服務中心 

27. 澳門大學 # 

28. 威尼斯人展覽館A、B、C館 * 

29. 鏡湖醫院禮堂 

30. 南粵青茂口岸 

31. 科大體育館 

32. 綜藝館

33. 澳門浸信中學 

34. 澳門江門同鄉會頤康活動中心 # 

35. 澳門街坊會聯合總會綠楊長者日間護理中心 * 

36. 信和醫療中心 # 
 
37. 嘉諾撒聖心英文中學 
 
38. 東南學校-中學部 

39. 澳門美高梅大宴會廳 *

40. 海事工房1號及2號 # 

41. 聖公會氹仔青少年及家庭綜合服務中心 # 

42. 濠江中學附屬小學 # 

43. 凱泉灣總站（河邊新街凱泉灣）（7月10、12、14、16日 09:00-22:00；7月11、13、15、17日 09:00-18:00）（流動核酸採樣車） 

44. 路環中葡學校（澳門路環十月初五大馬路）（7月10、12、14、16日 09:00-22:00）↔ 黑沙公園（路環新黑沙馬路）（7月11、13、15、17日 09:00-18:00）（流動核酸採樣車） 

45. 海洋花園衛生中心（氹仔海洋花園大馬路）（7月11、13、15、17日 09:00-18:00；7月12、14、16日 09:00-22:00）（流動核酸採樣車） 

46. 澳門大學附屬應用學校（氹仔花城大連街BT-34地段）（7月12、14、16日 09:00-22:00；7月13、15、17日 09:00-18:00）（流動核酸採樣車） 

47. 澳門大學附屬應用學校（氹仔花城大連街BT-34地段）（7月12、14、16日 09:00-22:00）↔ 聖公會中學（氹仔海灣圍）（7月13日 09:00-18:00）↔ 離島醫療綜合體工地內（7月15、17日 09:00-18:00）（流動核酸採樣車） 

48. 聖公會中學（氹仔海灣圍）（7月14、16日 09:00-22:00；7月15、17日 09:00-18:00）（流動核酸採樣車） 

49. 培華中學附屬小學暨幼稚園（氹仔米利奧街93號）（7月14、16日 09:00-22:00；7月15、17日 09:00-18:00）（流動核酸採樣車） 

(# 7月10日至13日每輪全民核檢翌日凌晨1時至上午7時關閉；7月14日至17日每輪全民核檢翌日凌晨1時至上午8時關閉)
(* 7月14日起全民核檢翌日凌晨1時至上午8時關閉)
- - C類：自費核酸檢測站

1. 國檢 (澳門) 醫務中心 

2. 南粵工聯（工人體育場地面層）

3. 金沙娛樂場 

4. 新葡京酒店 *

5. 澳門美高梅 

6. 永利澳門 

7. 星際酒店 

8. 澳門國際機場 

9. 威尼斯人 

10. 永利皇宮 

11. 美獅美高梅 

12. 新濠影匯 

13. 百老匯酒店 

（* 7月15日起可供預約及採樣）

### 2022年7月10日至11日檢測成效
| 截至日期 | 時間    | 已採樣人數 | 陰性檢測結果人數 | 混合樣本初步陽性累計數目 | 相關資料 |
| -------- | ------- | ---------- | ---------------- | ------------------------ | -------- |
| 7月10日  | 下午3時 | 176,912    | 31,481           | /                        | [ 80 ]   |
| 7月11日  | 上午8時 | 459,818    | 408,920          | 12                       | [ 81 ]   |
| 7月11日  | 下午3時 | 599,979    | 465,775          | 12                       | [ 82 ]   |
| 總結果   | 總結果  | 658,879    | 658,109          | 17                       | [ 83 ]   |

### 2022年7月10日至11日全民檢測混管樣本陽性通報
| 日期    | 檢測站名稱                             | 時間           | 相關資料      |
| ------- | -------------------------------------- | -------------- | ------------- |
| 7月10日 | 培正中學                               | 約09:35        | [ 84 ] [ 85 ] |
| 7月10日 | 威尼斯人展覽館A、B、C館                | 約12:06、13:34 | [ 84 ] [ 85 ] |
| 7月10日 | 中葡職業技術學校體育館                 | 約12:32        | [ 84 ] [ 85 ] |
| 7月10日 | 澳門街坊會聯合總會綠楊長者日間護理中心 | 約13:47        | [ 84 ] [ 85 ] |
| 7月10日 | 鏡湖醫院禮堂                           | 約13:56        | [ 84 ] [ 85 ] |
| 7月10日 | 澳門坊眾學校（關愛站）                 | 約14:25、15:14 | [ 84 ] [ 85 ] |
| 7月10日 | 綜藝館                                 | 約19:46        | [ 84 ] [ 85 ] |
| 7月10日 | 鏡平學校（中學部）                     | 約19:39        | [ 84 ] [ 85 ] |
| 7月10日 | 鮑思高粵華小學                         | 約20:57、22:04 | [ 84 ] [ 85 ] |
| 7月11日 | 威尼斯人展覽館A、B、C館                | 約08:26        | [ 84 ] [ 85 ] |
| 7月11日 | 嘉諾撒聖心英文中學                     | 約11:14        | [ 84 ] [ 85 ] |
| 7月11日 | 綜藝館                                 | 約11:40、14:51 | [ 84 ] [ 85 ] |
| 7月11日 | 奧林匹克體育中心室內體育館             | 約16:11        | [ 84 ] [ 85 ] |

### 2022年7月12日至13日檢測成效
| 截至日期 | 時間    | 已採樣人數  | 陰性檢測結果人數 | 混合樣本初步陽性累計數目 | 相關資料 |
| -------- | ------- | ----------- | ---------------- | ------------------------ | -------- |
| 7月12日  | 下午3時 | 182,404人次 | 32,952人次       | /                        | [ 86 ]   |
| 7月13日  | 上午8時 | 458,306人次 | 396,746人次      | 3管                      | [ 87 ]   |
| 7月13日  | 下午3時 | 600,444人次 | 439,889人次      | 4管                      | [ 88 ]   |
| 總結果   | 總結果  | 665,385人次 | 665,255人次      | 13管                     | [ 89 ]   |

### 2022年7月12日至13日全民檢測混管樣本陽性通報
| 日期    | 檢測站名稱                       | 時間           | 相關資料      |
| ------- | -------------------------------- | -------------- | ------------- |
| 7月12日 | 北安客運碼頭                     | 約10:07        | [ 90 ] [ 91 ] |
| 7月12日 | 塔石體育館A館                    | 約11:46        | [ 90 ] [ 91 ] |
| 7月12日 | 聖若瑟教區中學第二校             | 約14:12        | [ 90 ] [ 91 ] |
| 7月12日 | 澳門大學                         | 約15:12        | [ 90 ] [ 91 ] |
| 7月13日 | 澳門江門同鄉會頤康活動中心       | 約8:59         | [ 90 ] [ 91 ] |
| 7月13日 | 奧林匹克體育中心室內體育館       | 約12:21        | [ 90 ] [ 91 ] |
| 7月13日 | 利瑪竇中學                       | 約13:38        | [ 90 ] [ 91 ] |
| 7月13日 | 聖若瑟教區中學第二校             | 14:38          | [ 90 ] [ 91 ] |
| 7月13日 | 鏡湖醫院禮堂                     | 約15:15、15:17 | [ 90 ] [ 91 ] |
| 7月13日 | 科大體育館                       | 約17:18        | [ 90 ] [ 91 ] |
| 7月13日 | 街總石排灣家庭及社區綜合服務中心 | 約17:21        | [ 90 ] [ 91 ] |
| 7月13日 | 東南學校（中學部）               | 約17:25        | [ 90 ] [ 91 ] |

### 2022年7月14日至15日檢測成效
| 截至日期 | 時間    | 已採樣人數  | 陰性檢測結果人數 | 混合樣本初步陽性累計數目 | 相關資料 |
| -------- | ------- | ----------- | ---------------- | ------------------------ | -------- |
| 7月14日  | 下午3時 | 182,138人次 | 33,329人次       | /                        | [ 92 ]   |
| 7月15日  | 上午8時 | 454,304人次 | 379,717人次      | 6管                      | [ 93 ]   |
| 7月15日  | 下午3時 | 598,459人次 | 450,714人次      | 8管                      | [ 94 ]   |
| 總結果   | 總結果  | 664,532人次 | 664,523人次      | 9管                      | [ 95 ]   |

### 2022年7月14日至15日全民檢測混管樣本陽性通報
| 日期    | 檢測站名稱                                 | 時間    | 相關資料             |
| ------- | ------------------------------------------ | ------- | -------------------- |
| 7月14日 | 鄭觀應公立學校                             | 約10:05 | [ 93 ] [ 96 ] [ 97 ] |
| 7月14日 | 塔石體育館A館                              | 約11:00 | [ 93 ] [ 96 ] [ 97 ] |
| 7月14日 | 科大體育館                                 | 約13:57 | [ 93 ] [ 96 ] [ 97 ] |
| 7月14日 | 沙梨頭活動中心                             | 約14:58 | [ 93 ] [ 96 ] [ 97 ] |
| 7月14日 | 澳門坊眾學校（關愛站）                     | 約16:51 | [ 93 ] [ 96 ] [ 97 ] |
| 7月14日 | 奧林匹克體育中心運動場乒乓球室（關愛專站） | 約17:00 | [ 93 ] [ 96 ] [ 97 ] |
| 7月14日 | 望廈體育中心一樓                           | 約17:24 | [ 93 ] [ 96 ] [ 97 ] |
| 7月14日 | 鏡湖醫院禮堂                               | 約18:33 | [ 93 ] [ 96 ] [ 97 ] |
| 7月15日 | 望廈體育中心一樓                           | 約14:53 | [ 93 ] [ 96 ] [ 97 ] |

#### 2022年7月16日至17日檢測成效
| 截至日期 | 時間    | 已採樣人數  | 陰性檢測結果人數 | 混合樣本初步陽性累計數目 | 相關資料 |
| -------- | ------- | ----------- | ---------------- | ------------------------ | -------- |
| 7月16日  | 下午3時 | 185,042人次 | 31,990人次       | /                        | [ 98 ]   |
| 7月17日  | 上午8時 | 452,880人次 | 404,748人次      | 2管                      | [ 99 ]   |
| 總結果   | 總結果  | 667,342人次 | 667,292人次      | 5管                      | [ 100 ]  |

### 2022年7月16日至17日全民檢測混管樣本陽性通報
| 日期    | 檢測站名稱                 | 時間    | 相關資料        |
| ------- | -------------------------- | ------- | --------------- |
| 7月16日 | 聖若瑟教區中學第二校       | 約11:10 | [ 101 ] [ 102 ] |
| 7月16日 | 青洲坊活動中心             | 約13:52 | [ 101 ] [ 102 ] |
| 7月16日 | 工人體育場A館一樓          | 約20:42 | [ 101 ] [ 102 ] |
| 7月17日 | 聖若瑟教區中學第二校       | 約11:38 | [ 101 ] [ 102 ] |
| 7月17日 | 奧林匹克體育中心室內體育館 | 約16:55 | [ 101 ] [ 102 ] |

## 2022年7月18日至7月23日三輪全民核酸檢測計劃

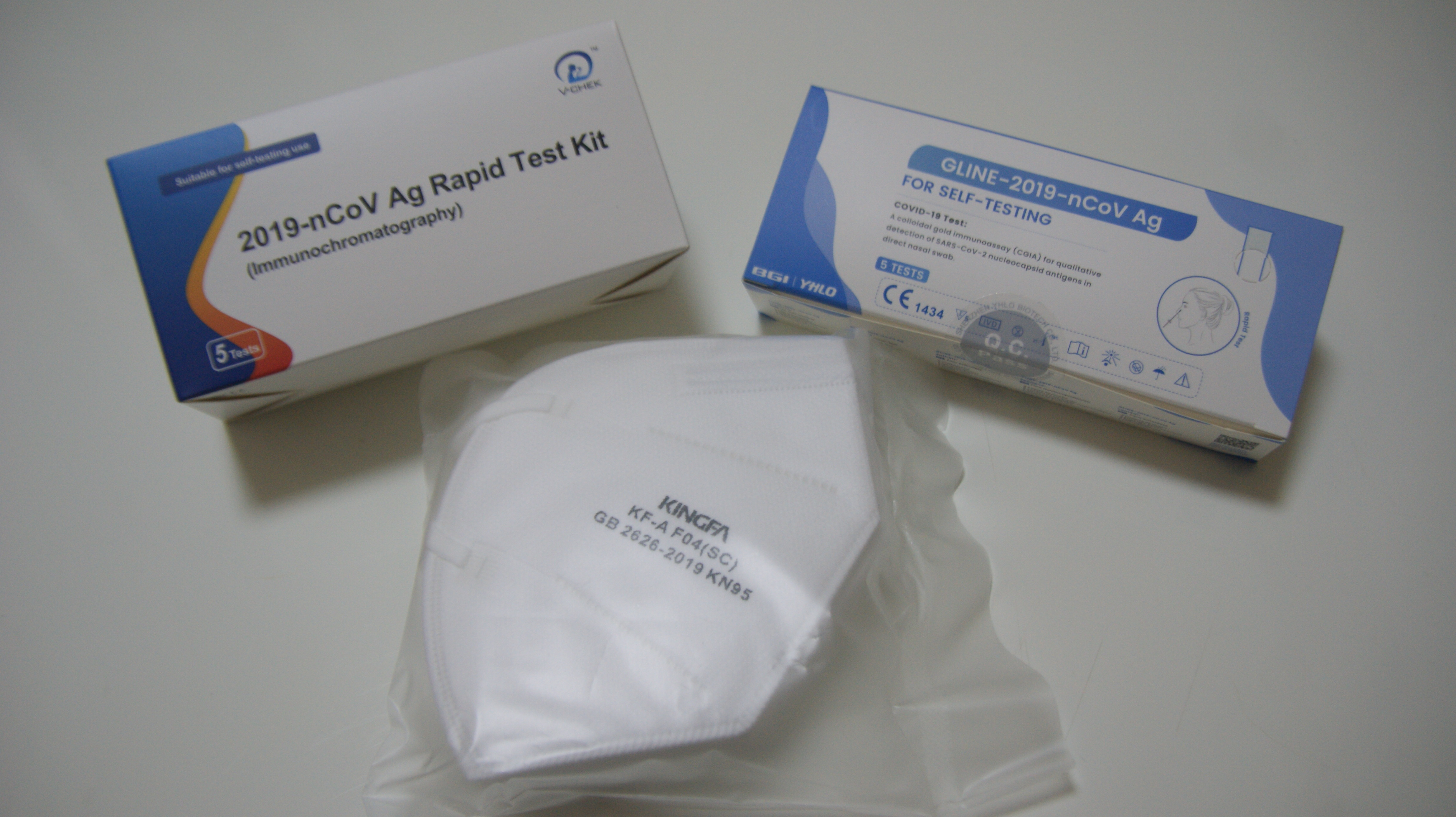
抗疫物資將由第11輪至第13輪的檢測後派發，第11輪檢測後不派發物資，第12輪派發一盒5個快速抗原測試包，第13輪派發一包10個KN95口罩和一盒5個快速抗原測試包

2022年7月16日，衛生局局長羅奕龍宣佈，由7月18日至23日一連六日，將會進行三輪全民核酸檢測（第11輪至第13輪），每兩天為一輪，共三輪，每日進行一次抗原檢測。至於七類重點人群亦維持每日一次核測。
綜合近幾次全民核檢各時段的採樣數據，為平衡醫護人員和工作人員的輪休，由第11輪起，將加長日間開放時段以取代深夜時段，一般站的開放時間為首日上午8時至翌日凌晨1時，第二天是早上8時至下午7時。全部一般站將劃一開放時間，當中流動核酸採樣車維持原來運作時間，即首日是上午9時至晚上10時；第二天是上午9時至下午6時。而關愛站則維持提前開站，即上午6時開站。
站點方面，維持與第10輪一致，共設有69個站，包括42個一般站、7部流動核酸採樣車、7個關愛站和13個自費站。
2022年7月17日，疫情記者會上，新型冠狀病毒感染應變協調中心表示，符合條件的高齡長者及殘疾人士可申報豁免全民核酸檢測，豁免對象的準則，必須同時滿足下列三點所述條件：
1. 基本條件：第一類（高齡長者）－在1942年12月31日或之前出生的在澳人士（包括澳門居民及非澳門居民，年齡界定以身份證明文件上的出生日期為準）；第二類（殘疾人士）－持有由社會工作局發出的有效殘疾評估登記證的殘疾人士；
2. 不良於行：指必須依靠別人全程攙扶，又或在別人全程協助使用行動輔具的情況下，才能離家出行；
3. 需要別人照顧：在飲食、穿衣、洗澡、如廁及/或轉移身體等生活起居活動方面，依靠別人提供協助。

2022年7月21日，應變協調中心表示，為配合下周進入 “鞏固期”的防疫措施，於第13輪全民核檢（7月22日早上8時至7月23日至晚上7時），每名居民除可獲發10個KN95 口罩外，將再獲發5個快速抗原檢測套裝，不設補領。所有在澳人士在“鞏固期”內每天需要進行快速抗原檢測，並進行網上申報。
2022年7月22日，應變協調中心宣佈為配合重點人群和重點區域核酸檢測計劃同時開展，八個位處重點區域附近的核酸檢測站延長服務時間至晚上10時，包括：聖若瑟教區中學第二校、海星中學、慈幼中學、東南學校-中學部、濠江中學附屬小學、培正中學、勞校中學附屬幼稚園以及流動核酸採樣車-凱泉灣總站。

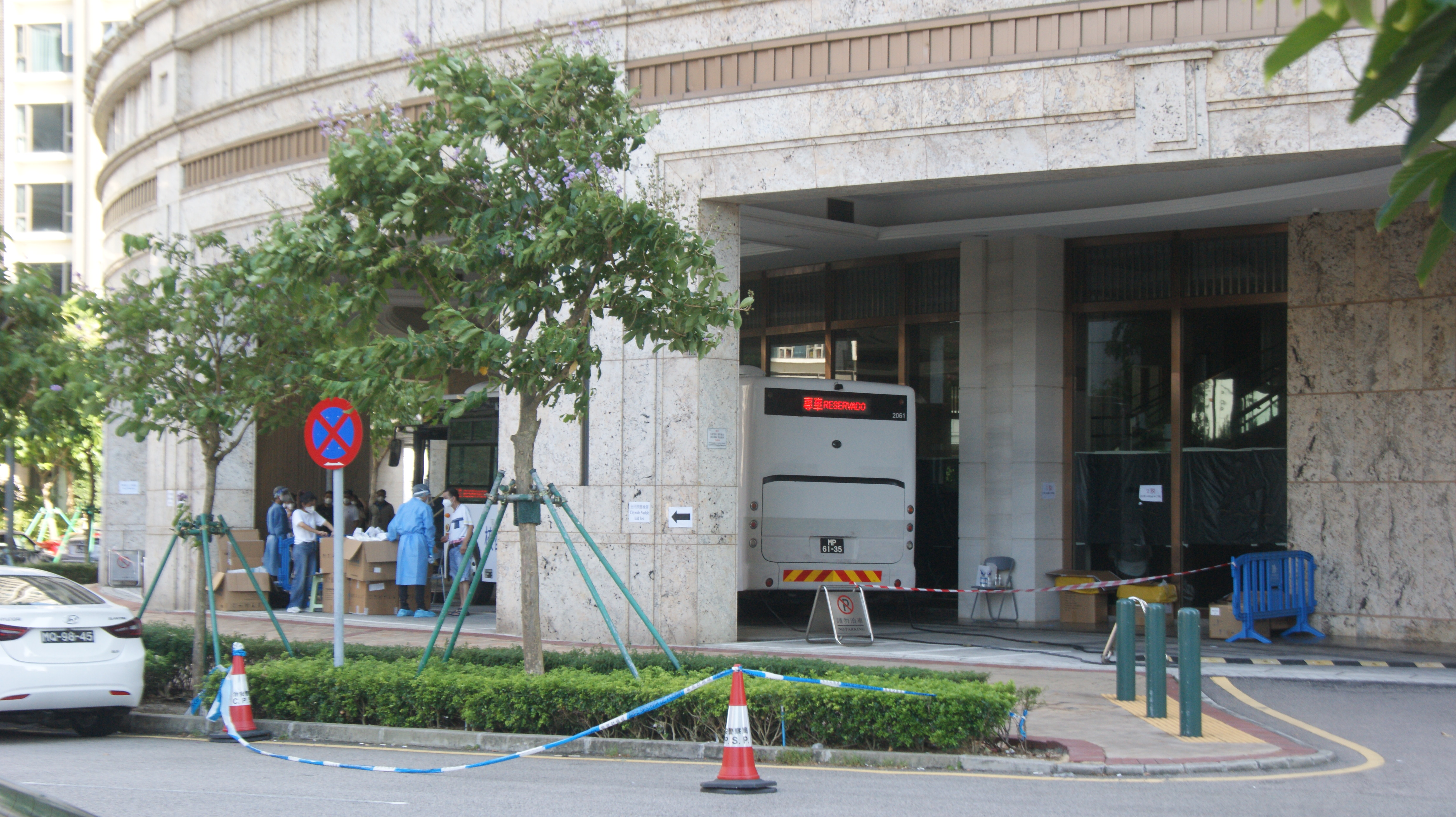
金峰南岸站

- - A類：關愛核酸檢測站 (每輪全民核檢翌日凌晨1時至上午6時關閉)

1. 街坊會聯合總會社區服務大樓 

2. 慈幼中學 

3. 望廈體育館三樓 

4. 塔石體育館B館 

5. 澳門坊眾學校 

6. 奧林匹克體育中心運動場乒乓球室 

7. 石排灣公立學校
- - B類：一般核酸檢測站 (每輪全民核檢翌日凌晨1時至上午8時關閉)

1. 聖若瑟教區中學第六校 

2. 青洲坊活動中心 

3. 鄭觀應公立學校 

4. 工人體育場一樓 

5. 鏡平學校（中學部）

6. 中葡職業技術學校體育館 

7. 聖公會（澳門）蔡高中學 

8. 鮑思高粵華小學 

9. 望廈體育中心一樓 

10. 廣大中學 

11. 勞校中學附屬幼稚園 

12. 婦女聯合總會綜合服務大樓 

13. 沙梨頭活動中心 

14. 培正中學 

15. 塔石體育館A館 

16. 澳門理工大學懷遠樓展覽廳 

17. 澳門文化中心 

18. 利瑪竇中學 

19. 聖若瑟教區中學第二校 

20. 海星中學 

21. 奧林匹克體育中心室內體育館 
 
22. 嘉模會堂 

23. 北安客運碼頭 

24. 教青局親職教育中心 (湖畔) 

25. 澳門保安部隊高等學校 

26. 街總石排灣家庭及社區綜合服務中心 

27. 澳門大學 

28. 威尼斯人展覽館A、B、C館 

29. 鏡湖醫院禮堂 

30. 南粵青茂口岸 

31. 科大體育館 

32. 綜藝館

33. 澳門浸信中學 

34. 澳門江門同鄉會頤康活動中心 

35. 澳門街坊會聯合總會綠楊長者日間護理中心 

36. 信和醫療中心 
 
37. 嘉諾撒聖心英文中學 
 
38. 東南學校-中學部 

39. 澳門美高梅大宴會廳 

40. 海事工房1號及2號 

41. 聖公會氹仔青少年及家庭綜合服務中心 

42. 濠江中學附屬小學 

43. 凱泉灣總站（澳門河邊新街凱泉灣）（7月18、20、22日 09:00-22:00；7月19、21、23日 09:00-18:00）（流動核酸採樣車） 

44. 路環中葡學校（路環十月初五大馬路）（7月18、20、22日 09:00-22:00）↔ 黑沙公園（路環新黑沙馬路）（7月19、21、23日 09:00-18:00）（流動核酸採樣車） 

45. 海洋花園衛生中心（氹仔海洋花園大馬路）（7月18、20、22日 09:00-22:00；7月19、21、23日 09:00-18:00）（流動核酸採樣車） 

46. 澳門大學附屬應用學校（氹仔基馬拉斯大馬路）（7月18、20、22日 09:00-22:00；7月19、21、23日 09:00-18:00）（流動核酸採樣車） 

47. 澳門大學附屬應用學校（氹仔基馬拉斯大馬路）（7月18、20、22日 09:00-22:00）↔ 離島醫療綜合體工地內（7月19、21、23日 09:00-18:00）（流動核酸採樣車） 

48. 聖公會中學（氹仔北安徐日昇寅公馬路109-117號）（7月18、20、22日 09:00-22:00）↔ 金峰南岸（路環棕櫚圓形地192號金峰南岸金峰會所）（7月19、21、23日 09:00-18:00）（流動核酸採樣車） 

49. 培華中學附屬小學暨幼稚園（氹仔米利奧街93號）（7月18、20、22日 09:00-22:00；7月19、21、23日 09:00-18:00）（流動核酸採樣車）
- - C類：自費核酸檢測站

1. 國檢 (澳門) 醫務中心 

2. 南粵工聯（工人體育場地面層）

3. 金沙娛樂場 

4. 新葡京酒店 

5. 澳門美高梅 

6. 永利澳門 

7. 星際酒店 

8. 澳門國際機場 

9. 威尼斯人 

10. 永利皇宮 

11. 美獅美高梅 

12. 新濠影匯 

13. 百老匯酒店

### 2022年7月18日至19日檢測成效
| 截至日期 | 時間    | 已採樣人數  | 陰性檢測結果人數 | 混合樣本初步陽性累計數目 | 相關資料 |
| -------- | ------- | ----------- | ---------------- | ------------------------ | -------- |
| 7月18日  | 下午3時 | 188,900人次 | 30,248人次       | /                        | [ 107 ]  |
| 7月19日  | 上午8時 | 440,336人次 | 409,501人次      | 1管                      | [ 108 ]  |
| 7月19日  | 下午3時 | 593,286人次 | 440,715人次      | 1管                      | [ 109 ]  |
| 總結果   | 總結果  | 666,849人次 | 666,829人次      | 2管                      | [ 110 ]  |

### 2022年7月18日至19日全民檢測混管樣本陽性通報
| 日期    | 檢測站名稱           | 時間    | 相關資料        |
| ------- | -------------------- | ------- | --------------- |
| 7月18日 | 東南學校（中學部）   | 約18:04 | [ 111 ] [ 112 ] |
| 7月19日 | 聖若瑟教區中學第二校 | 約11:30 | [ 111 ] [ 112 ] |

### 2022年7月20日至21日檢測成效
| 截至日期 | 時間    | 已採樣人數  | 陰性檢測結果人數 | 混合樣本初步陽性累計數目 | 相關資料 |
| -------- | ------- | ----------- | ---------------- | ------------------------ | -------- |
| 7月20日  | 下午3時 | 192,903人次 | 43,538人次       | /                        | [ 113 ]  |
| 7月21日  | 上午8時 | 440,028人次 | 413,521人次      | 1管                      | [ 114 ]  |
| 7月21日  | 下午3時 | 589,014人次 | 449,043人次      | 1管                      | [ 115 ]  |
| 總結果   | 總結果  | 669,234人次 | 669,233人次      | 1管                      | [ 116 ]  |

### 2022年7月20日至21日全民檢測混管樣本陽性通報
| 日期    | 檢測站名稱                 | 時間  | 相關資料 |
| ------- | -------------------------- | ----- | -------- |
| 7月20日 | 奧林匹克體育中心室內體育館 | 09:04 | [ 117 ]  |

### 2022年7月22日至23日檢測成效
| 截至日期 | 時間    | 已採樣人數  | 陰性檢測結果人數 | 混合樣本初步陽性累計數目 | 相關資料 |
| -------- | ------- | ----------- | ---------------- | ------------------------ | -------- |
| 7月22日  | 下午3時 | 200,628人次 | 50,075人次       | /                        | [ 118 ]  |
| 7月23日  | 上午8時 | 451,495人次 | 430,004人次      | 1管                      | [ 119 ]  |
| 7月23日  | 下午3時 | 618,331人次 | 468,004人次      | 1管                      | [ 120 ]  |
| 總結果   | 總結果  | 722,335人次 | 722,333人次      | 2管                      | [ 121 ]  |

### 2022年7月22日至23日全民檢測混管樣本陽性通報
| 日期    | 檢測站名稱         | 時間    | 相關資料        |
| ------- | ------------------ | ------- | --------------- |
| 7月22日 | 鏡平學校（中學部） | 約08:05 | [ 119 ] [ 122 ] |
| 7月23日 | 科大體育館         | 約15:58 | [ 119 ] [ 122 ] |

## 2022年7月30至31日全民核酸檢測計劃
7月30日至31日（周六、周日）將開展全民核檢，核檢站和開放時間與過去多輪的全民核檢大致相同，相關安排於7月29日公布。但基本上與過去全民核檢大同小異，可能部分安排有調整，例如核檢站點、流動核檢車的路線等。至於會否有新地點被列作重點區域，梁亦好表示，新一輪全民核檢前若沒有特別情況，不會再增加其他人群或區域的核檢。
7月29日防疫記者會上，衛生局局長羅奕龍表示，該輪全民核檢所有人士將不獲豁免，參與全民核檢會派發10個抗原快測試劑和 20個 KN95口罩，並非即時使用，是預防若再次出現疫情風險時，政府會統一公布要求市民進行抗原檢測，或核檢前做抗原，屆時要戴好 KN95口罩。
對象
澳門居民、所有在澳門逗留的人士；倘計劃接種疫苗人士，必先完成本次核酸檢測，至少24小時後再進行接種。2019年7月1日之後出生的嬰幼兒、不良於行及需要別人照顧的高齡長者或殘疾人士均不獲豁免。
預約系統
全民核檢預約系統於7月30日上午6時開通；設2個自費核檢站（必須預約），可提供紙本檢測證明，核檢結果可上澳門健康碼並用作通關，且可視為全民核檢結果。
- - A類：關愛核酸檢測站 (每輪全民核檢翌日凌晨1時至上午6時關閉)

1. 街坊會聯合總會社區服務大樓 

2. 慈幼中學 

3. 望廈體育館三樓 

4. 塔石體育館B館 

5. 澳門坊眾學校 

6. 奧林匹克體育中心運動場乒乓球室 

7. 石排灣公立學校
- - B類：一般核酸檢測站 (室內站每輪全民核檢翌日凌晨1時至上午8時關閉)

1. 聖若瑟教區中學第六校 

2. 青洲坊活動中心 

3. 鄭觀應公立學校 

4. 工人體育場一樓 

5. 鏡平學校（中學部）

6. 中葡職業技術學校體育館 

7. 聖公會（澳門）蔡高中學 

8. 鮑思高粵華小學 

9. 望廈體育中心一樓 

10. 廣大中學 

11. 勞校中學附屬幼稚園 

12. 婦女聯合總會綜合服務大樓 

13. 沙梨頭活動中心 

14. 培正中學 

15. 塔石體育館A館 

16. 澳門理工大學懷遠樓展覽廳 

17. 澳門文化中心 

18. 利瑪竇中學 

19. 聖若瑟教區中學第二校 

20. 海星中學 

21. 奧林匹克體育中心室內體育館 
 
22. 嘉模會堂 

23. 北安客運碼頭 

24. 教青局親職教育中心 (湖畔) 

25. 澳門保安部隊高等學校 

26. 街總石排灣家庭及社區綜合服務中心 

27. 澳門大學 

28. 威尼斯人展覽館A、B、C館 

29. 鏡湖醫院禮堂 

30. 南粵青茂口岸 

31. 科大體育館 

32. 綜藝館

33. 澳門浸信中學 

34. 澳門江門同鄉會頤康活動中心 

35. 澳門街坊會聯合總會綠楊長者日間護理中心 

36. 信和醫療中心 
 
37. 嘉諾撒聖心英文中學 
 
38. 東南學校-中學部 

39. 澳門美高梅大宴會廳 

40. 海事工房1號及2號 

41. 聖公會氹仔青少年及家庭綜合服務中心 

42. 濠江中學附屬小學 

43. 凱泉灣總站（澳門河邊新街凱泉灣）（7月30日 09:00-22:00；7月31日 09:00-18:00）（流動核酸採樣車） 

44. 路環中葡學校（路環十月初五大馬路）（7月30日 09:00-22:00）↔ 黑沙公園（路環新黑沙馬路）（7月31日 09:00-18:00）（流動核酸採樣車） 

45. 海洋花園衛生中心（氹仔海洋花園大馬路）（7月30日 09:00-22:00；7月31日 09:00-18:00）（流動核酸採樣車） 

46、47. 澳門大學附屬應用學校（氹仔基馬拉斯大馬路）（7月30日 09:00-22:00；7月31日 09:00-18:00）（流動核酸採樣車） 

48. 聖公會中學（氹仔北安徐日昇寅公馬路109-117號）（7月30日 09:00-22:00）↔ 金峰南岸（路環棕櫚圓形地192號金峰南岸金峰會所）（7月31日 09:00-18:00）（流動核酸採樣車） 

49. 培華中學附屬小學暨幼稚園（氹仔米利奧街93號）（7月30日 09:00-22:00；7月31日 09:00-18:00）（流動核酸採樣車） 

50. 南粵廣慈醫療中心 

51. 金沙娛樂場 *

52. 新葡京酒店 *

53. 澳門美高梅 *

54. 永利澳門 *

55. 星際酒店 *

56. 澳門國際機場 *

57. 威尼斯人大運河街 *

58. 永利皇宮 *

59. 美獅美高梅 *

60. 新濠影匯 *

61. 百老匯酒店 *

62. 祐漢街市公園 & 

63. 祐漢街市公園（紅碼專道）& 

64. 亞婆井前地 & 

65. 白鴿巢公園 & 

66. 二龍喉公園 & 

(* 7月30日開放時間為上午10時至下午1時，下午2時至晚上8時； 7月31日開放時間為上午10時至下午1時，下午2時至晚上7時)
(& 戶外核酸檢測站，7月30日早上7時至11時，下午5時至晚上12時，共兩個時段；7月31日早上7時至11時一個時段)
- - C類：自費核酸檢測站

1. 國檢 (澳門) 醫務中心 

2. 南粵工聯（工人體育場地面層）

### 2022年7月30日至31日檢測成效
| 截至日期 | 時間    | 已採樣人數  | 陰性檢測結果人數 | 混合樣本初步陽性累計數目 | 相關資料 |
| -------- | ------- | ----------- | ---------------- | ------------------------ | -------- |
| 7月30日  | 下午3時 | 212,173人次 | 56,309人次       | /                        | [ 125 ]  |
| 7月31日  | 上午8時 | 456,865人次 | 440,835人次      | /                        | [ 126 ]  |
| 總結果   | 總結果  | 707,277人次 | 707,277人次      | /                        | [ 127 ]  |

## 全民核酸檢測計劃期間相關爭議
自6‧18疫情爆發後，澳門特區政府多次啟動全民核酸檢測計劃，但有市民認為相關措施會導致群眾聚集，增加染疫風險，並且多個檢測站都人滿為患，等候時間較長。

## 註解
1. ↑  兩個混管樣本呈陽性